# Liste der Gemeinden im Département Côte-d’Or

Lage des Départements Côte-d’Or

Das Département Côte-d’Or liegt in der Region Bourgogne-Franche-Comté (bis 2015 Burgund) in Frankreich. Es untergliedert sich in drei Arrondissements mit 698 Gemeinden (frz. communes) (Stand 28. Februar 2019).
| Code INSEE | Post- leitzahl | Gemeinde                                 | Einwohner (Stand 1. Januar 2022) | Fläche in km² | Einwohner je km² | Kanton seit 30. März 2015 Kanton bis 29. März 2015                                                              | Arrondissement seit 2017 Arrondissement bis 2016 | Gemeindeverband                             |
| ---------- | -------------- | ---------------------------------------- | -------------------------------- | ------------- | ---------------- | --- | ------------------------------------------------ | ------------------------------------------- |
| 21001      | 21700          | Agencourt                                | 428                              | 4,20          | 110              | Nuits-Saint-Georges                                                                                             | Beaune                                           | Gevrey-Chambertin et de Nuits-Saint-Georges |
| 21002      | 21410          | Agey                                     | 259                              | 8,42          | 32               | Talant Sombernon                                                                                                | Dijon                                            | Ouche et Montagne                           |
| 21003      | 21121          | Ahuy                                     | 1695                             | 6,40          | 229              | Fontaine-lès-Dijon                                                                                              | Dijon                                            | Dijon Métropole                             |
| 21004      | 21530          | Aignay-le-Duc                            | 263                              | 24,86         | 11               | Châtillon-sur-Seine Aignay-le-Duc                                                                               | Montbard                                         | Pays Châtillonnais                          |
| 21005      | 21110          | Aiserey                                  | 1489                             | 10,50         | 140              | Genlis | Dijon                                            | Plaine Dijonnaise                           |
| 21006      | 21400          | Aisey-sur-Seine                          | 166                              | 12,72         | 14               | Châtillon-sur-Seine                                                                                             | Montbard                                         | Pays Châtillonnais                          |
| 21007      | 21390          | Aisy-sous-Thil                           | 203                              | 8,30          | 27               | Semur-en-Auxois Précy-sous-Thil                                                                                 | Montbard                                         | Terres d’Auxois                             |
| 21008      | 21150          | Alise-Sainte-Reine                       | 568                              | 3,83          | 149              | Montbard Venarey-les-Laumes                                                                                     | Montbard                                         | Pays d’Alésia et de la Seine                |
| 21009      | 21230          | Allerey                                  | 175                              | 18,99         | 9                | Arnay-le-Duc | Beaune                                           | Pays Arnay Liernais                         |
| 21010      | 21420          | Aloxe-Corton                             | 135                              | 2,63          | 52               | Ladoix-Serrigny Beaune-Nord                                                                                     | Beaune                                           | Beaune Côte et Sud                          |
| 21011      | 21450          | Ampilly-les-Bordes                       | 81                               | 14,48         | 6                | Châtillon-sur-Seine Baigneux-les-Juifs                                                                          | Montbard                                         | Pays Châtillonnais                          |
| 21012      | 21400          | Ampilly-le-Sec                           | 329                              | 24,40         | 14               | Châtillon-sur-Seine                                                                                             | Montbard                                         | Pays Châtillonnais                          |
| 21013      | 21410          | Ancey                                    | 451                              | 8,47          | 53               | Talant Sombernon                                                                                                | Dijon                                            | Ouche et Montagne                           |
| 21014      | 21360          | Antheuil                                 | 62                               | 10,28         | 6                | Arnay-le-Duc Bligny-sur-Ouche                                                                                   | Beaune                                           | Pouilly-en-Auxois Bligny-sur-Ouche          |
| 21015      | 21230          | Antigny-la-Ville                         | 87                               | 8,40          | 11               | Arnay-le-Duc | Beaune                                           | Pays Arnay Liernais                         |
| 21016      | 21310          | Arceau                                   | 990                              | 21,60         | 45               | Saint-Apollinaire Mirebeau-sur-Bèze                                                                             | Dijon                                            | Mirebellois et Fontenois                    |
| 21017      | 21700          | Arcenant                                 | 510                              | 10,12         | 50               | Nuits-Saint-Georges                                                                                             | Beaune                                           | Gevrey-Chambertin et de Nuits-Saint-Georges |
| 21018      | 21410          | Arcey                                    | 52                               | 3,47          | 16               | Talant Sombernon                                                                                                | Dijon                                            | Ouche et Montagne                           |
| 21020      | 21320          | Arconcey                                 | 218                              | 15,06         | 15               | Arnay-le-Duc Pouilly-en-Auxois                                                                                  | Beaune                                           | Pouilly-en-Auxois Bligny-sur-Ouche          |
| 21021      | 21560          | Arc-sur-Tille                            | 2590                             | 22,71         | 116              | Saint-Apollinaire Dijon-2                                                                                       | Dijon                                            | Norge et Tille                              |
| 21022      | 21700          | Argilly                                  | 540                              | 34,12         | 16               | Nuits-Saint-Georges                                                                                             | Beaune                                           | Gevrey-Chambertin et de Nuits-Saint-Georges |
| 21023      | 21230          | Arnay-le-Duc                             | 1355                             | 11,95         | 116              | Arnay-le-Duc | Beaune                                           | Pays Arnay Liernais                         |
| 21024      | 21350          | Arnay-sous-Vitteaux                      | 112                              | 12,14         | 9                | Semur-en-Auxois Vitteaux                                                                                        | Montbard                                         | Terres d’Auxois                             |
| 21025      | 21500          | Arrans                                   | 63                               | 10,52         | 6                | Montbard | Montbard                                         | Montbardois                                 |
| 21026      | 21500          | Asnières-en-Montagne                     | 170                              | 28,47         | 7                | Montbard | Montbard                                         | Montbardois                                 |
| 21027      | 21380          | Asnières-lès-Dijon                       | 1320                             | 4,55          | 288              | Fontaine-lès-Dijon                                                                                              | Dijon                                            | Norge et Tille                              |
| 21028      | 21130          | Athée                                    | 794                              | 9,43          | 83               | Auxonne | Dijon                                            | Auxonne Pontailler Val de Saône             |
| 21029      | 21500          | Athie                                    | 80                               | 5,92          | 13               | Montbard | Montbard                                         | Montbardois                                 |
| 21030      | 21360          | Aubaine                                  | 89                               | 16,21         | 5                | Arnay-le-Duc Bligny-sur-Ouche                                                                                   | Beaune                                           | Pouilly-en-Auxois Bligny-sur-Ouche          |
| 21031      | 21170          | Aubigny-en-Plaine                        | 544                              | 6,34          | 83               | Brazey-en-Plaine Saint-Jean-de-Losne                                                                            | Beaune                                           | Rives de Saône                              |
| 21032      | 21340          | Aubigny-la-Ronce                         | 170                              | 11,79         | 14               | Arnay-le-Duc Nolay                                                                                              | Beaune                                           | Beaune Côte et Sud                          |
| 21033      | 21540          | Aubigny-lès-Sombernon                    | 170                              | 7,93          | 19               | Talant Sombernon                                                                                                | Dijon                                            | Ouche et Montagne                           |
| 21034      | 21570          | Autricourt                               | 136                              | 26,77         | 5                | Châtillon-sur-Seine Montigny-sur-Aube                                                                           | Montbard                                         | Pays Châtillonnais                          |
| 21035      | 21250          | Auvillars-sur-Saône                      | 339                              | 6,74          | 49               | Brazey-en-Plaine Seurre                                                                                         | Beaune                                           | Rives de Saône                              |
| 21036      | 21360          | Auxant                                   | 83                               | 5,56          | 14               | Arnay-le-Duc Bligny-sur-Ouche                                                                                   | Beaune                                           | Pouilly-en-Auxois Bligny-sur-Ouche          |
| 21037      | 21190          | Auxey-Duresses                           | 297                              | 11,09         | 27               | Ladoix-Serrigny Beaune-Nord                                                                                     | Beaune                                           | Beaune Côte et Sud                          |
| 21038      | 21130          | Auxonne                                  | 7592                             | 40,65         | 187              | Auxonne | Dijon                                            | Auxonne Pontailler Val de Saône             |
| 21039      | 21120          | Avelanges                                | 35                               | 6,08          | 6                | Is-sur-Tille | Dijon                                            | Vallées de la Tille et de l’Ignon           |
| 21040      | 21350          | Avosnes                                  | 88                               | 11,54         | 8                | Semur-en-Auxois Vitteaux                                                                                        | Montbard                                         | Terres d’Auxois                             |
| 21041      | 21580          | Avot                                     | 189                              | 21,67         | 8                | Is-sur-Tille Grancey-le-Château-Neuvelle                                                                        | Dijon                                            | Tille et Venelle                            |
| 21042      | 21700          | Bagnot                                   | 156                              | 12,57         | 13               | Brazey-en-Plaine Seurre                                                                                         | Beaune                                           | Rives de Saône                              |
| 21043      | 21450          | Baigneux-les-Juifs                       | 203                              | 12,47         | 18               | Châtillon-sur-Seine Baigneux-les-Juifs                                                                          | Montbard                                         | Pays Châtillonnais                          |
| 21044      | 21330          | Balot                                    | 93                               | 15,54         | 6                | Châtillon-sur-Seine Laignes                                                                                     | Montbard                                         | Pays Châtillonnais                          |
| 21045      | 21410          | Barbirey-sur-Ouche                       | 242                              | 10,76         | 20               | Talant Sombernon                                                                                                | Dijon                                            | Ouche et Montagne                           |
| 21046      | 21430          | Bard-le-Régulier                         | 75                               | 9,10          | 8                | Arnay-le-Duc Liernais                                                                                           | Beaune                                           | Pays Arnay Liernais                         |
| 21047      | 21460          | Bard-lès-Époisses                        | 72                               | 3,54          | 19               | Semur-en-Auxois                                                                                                 | Montbard                                         | Terres d’Auxois                             |
| 21048      | 21910          | Barges                                   | 656                              | 3,85          | 169              | Nuits-Saint-Georges Gevrey-Chambertin                                                                           | Beaune Dijon                                     | Gevrey-Chambertin et de Nuits-Saint-Georges |
| 21049      | 21580          | Barjon                                   | 34                               | 4,57          | 9                | Is-sur-Tille Grancey-le-Château-Neuvelle                                                                        | Dijon                                            | Tille et Venelle                            |
| 21050      | 21340          | Baubigny                                 | 208                              | 10,31         | 20               | Arnay-le-Duc Nolay                                                                                              | Beaune                                           | Beaune Côte et Sud                          |
| 21051      | 21410          | Baulme-la-Roche                          | 92                               | 6,69          | 13               | Talant Sombernon                                                                                                | Dijon                                            | Ouche et Montagne                           |
| 21052      | 21510          | Beaulieu                                 | 27                               | 6,60          | 4                | Châtillon-sur-Seine Aignay-le-Duc                                                                               | Montbard                                         | Pays Châtillonnais                          |
| 21053      | 21310          | Beaumont-sur-Vingeanne                   | 198                              | 11,72         | 17               | Saint-Apollinaire Mirebeau-sur-Bèze                                                                             | Dijon                                            | Mirebellois et Fontenois                    |
| 21054      | 21200          | Beaune                                   | 20.233                           | 31,30         | 657              | Beaune Beaune-Nord Beaune-Sud                                                                                   | Beaune                                           | Beaune Côte et Sud                          |
| 21055      | 21510          | Beaunotte                                | 15                               | 8,50          | 2                | Châtillon-sur-Seine Aignay-le-Duc                                                                               | Montbard                                         | Pays Châtillonnais                          |
| 21056      | 21310          | Beire-le-Châtel                          | 907                              | 19,25         | 45               | Saint-Apollinaire Mirebeau-sur-Bèze                                                                             | Dijon                                            | Mirebellois et Fontenois                    |
| 21057      | 21110          | Beire-le-Fort                            | 343                              | 5,27          | 67               | Genlis | Dijon                                            | Plaine Dijonnaise                           |
| 21058      | 21570          | Belan-sur-Ource                          | 228                              | 20,44         | 12               | Châtillon-sur-Seine Montigny-sur-Aube                                                                           | Montbard                                         | Pays Châtillonnais                          |
| 21059      | 21490          | Bellefond                                | 918                              | 2,47          | 358              | Fontaine-lès-Dijon                                                                                              | Dijon                                            | Norge et Tille                              |
| 21060      | 21310          | Belleneuve                               | 1575                             | 14,47         | 112              | Saint-Apollinaire Mirebeau-sur-Bèze                                                                             | Dijon                                            | Mirebellois et Fontenois                    |
| 21061      | 21510          | Bellenod-sur-Seine                       | 68                               | 14,59         | 5                | Châtillon-sur-Seine Aignay-le-Duc                                                                               | Montbard                                         | Pays Châtillonnais                          |
| 21062      | 21320          | Bellenot-sous-Pouilly                    | 230                              | 14,63         | 15               | Arnay-le-Duc Pouilly-en-Auxois                                                                                  | Beaune                                           | Pouilly-en-Auxois Bligny-sur-Ouche          |
| 21063      | 21290          | Beneuvre                                 | 92                               | 15,40         | 6                | Châtillon-sur-Seine Recey-sur-Ource                                                                             | Montbard                                         | Pays Châtillonnais                          |
| 21064      | 21500          | Benoisey                                 | 96                               | 5,80          | 19               | Montbard | Montbard                                         | Montbardois                                 |
| 21065      | 21360          | Bessey-en-Chaume                         | 119                              | 10,46         | 12               | Arnay-le-Duc Bligny-sur-Ouche                                                                                   | Beaune                                           | Pouilly-en-Auxois Bligny-sur-Ouche          |
| 21066      | 21360          | Bessey-la-Cour                           | 54                               | 4,59          | 12               | Arnay-le-Duc Bligny-sur-Ouche                                                                                   | Beaune                                           | Pouilly-en-Auxois Bligny-sur-Ouche          |
| 21067      | 21110          | Bessey-lès-Cîteaux                       | 685                              | 10,30         | 67               | Genlis | Dijon                                            | Plaine Dijonnaise                           |
| 21068      | 21320          | Beurey-Bauguay                           | 120                              | 7,30          | 14               | Arnay-le-Duc Pouilly-en-Auxois                                                                                  | Beaune                                           | Pouilly-en-Auxois Bligny-sur-Ouche          |
| 21069      | 21350          | Beurizot                                 | 112                              | 14,50         | 8                | Semur-en-Auxois Vitteaux                                                                                        | Montbard                                         | Terres d’Auxois                             |
| 21070      | 21220          | Bévy                                     | 135                              | 5,26          | 26               | Longvic Gevrey-Chambertin                                                                                       | Beaune Dijon                                     | Gevrey-Chambertin et de Nuits-Saint-Georges |
| 21071      | 21310          | Bèze                                     | 730                              | 23,40         | 30               | Saint-Apollinaire Mirebeau-sur-Bèze                                                                             | Dijon                                            | Mirebellois et Fontenois                    |
| 21072      | 21310          | Bézouotte                                | 202                              | 1,10          | 175              | Saint-Apollinaire Mirebeau-sur-Bèze                                                                             | Dijon                                            | Mirebellois et Fontenois                    |
| 21074      | 21130          | Billey                                   | 248                              | 3,83          | 67               | Auxonne | Dijon                                            | Auxonne Pontailler Val de Saône             |
| 21075      | 21450          | Billy-lès-Chanceaux                      | 68                               | 22,29         | 3                | Châtillon-sur-Seine Baigneux-les-Juifs                                                                          | Montbard                                         | Pays Châtillonnais                          |
| 21076      | 21270          | Binges                                   | 865                              | 17,66         | 47               | Auxonne Pontailler-sur-Saône                                                                                    | Dijon                                            | Auxonne Pontailler Val de Saône             |
| 21077      | 21520          | Bissey-la-Côte                           | 132                              | 19,93         | 6                | Châtillon-sur-Seine Montigny-sur-Aube                                                                           | Montbard                                         | Pays Châtillonnais                          |
| 21078      | 21330          | Bissey-la-Pierre                         | 68                               | 8,44          | 9                | Châtillon-sur-Seine Laignes                                                                                     | Montbard                                         | Pays Châtillonnais                          |
| 21079      | 21310          | Blagny-sur-Vingeanne                     | 125                              | 7,56          | 17               | Saint-Apollinaire Mirebeau-sur-Bèze                                                                             | Dijon                                            | Mirebellois et Fontenois                    |
| 21080      | 21540          | Blaisy-Bas                               | 664                              | 13,27         | 49               | Talant Sombernon                                                                                                | Dijon                                            | Ouche et Montagne                           |
| 21081      | 21540          | Blaisy-Haut                              | 125                              | 8,31          | 15               | Talant Sombernon                                                                                                | Dijon                                            | Ouche et Montagne                           |
| 21082      | 21320          | Blancey                                  | 55                               | 6,73          | 10               | Arnay-le-Duc Pouilly-en-Auxois                                                                                  | Beaune                                           | Pouilly-en-Auxois Bligny-sur-Ouche          |
| 21083      | 21430          | Blanot                                   | 120                              | 18,26         | 7                | Arnay-le-Duc Liernais                                                                                           | Beaune                                           | Pays Arnay Liernais                         |
| 21086      | 21200          | Bligny-lès-Beaune                        | 1273                             | 7,30          | 170              | Ladoix-Serrigny Beaune-Sud                                                                                      | Beaune                                           | Beaune Côte et Sud                          |
| 21085      | 21440          | Bligny-le-Sec                            | 145                              | 16,61         | 8                | Fontaine-lès-Dijon Saint-Seine-l’Abbaye                                                                         | Dijon                                            | Forêts, Seine et Suzon                      |
| 21087      | 21360          | Bligny-sur-Ouche                         | 815                              | 27,99         | 29               | Arnay-le-Duc Bligny-sur-Ouche                                                                                   | Beaune                                           | Pouilly-en-Auxois Bligny-sur-Ouche          |
| 21088      | 21700          | Boncourt-le-Bois                         | 272                              | 7,58          | 37               | Nuits-Saint-Georges                                                                                             | Beaune                                           | Gevrey-Chambertin et de Nuits-Saint-Georges |
| 21089      | 21250          | Bonnencontre                             | 441                              | 10,83         | 40               | Brazey-en-Plaine Seurre                                                                                         | Beaune                                           | Rives de Saône                              |
| 21090      | 21520          | Boudreville                              | 60                               | 7,94          | 8                | Châtillon-sur-Seine Montigny-sur-Aube                                                                           | Montbard                                         | Pays Châtillonnais                          |
| 21091      | 21360          | Bouhey                                   | 50                               | 7,64          | 6                | Arnay-le-Duc Pouilly-en-Auxois                                                                                  | Beaune                                           | Pouilly-en-Auxois Bligny-sur-Ouche          |
| 21092      | 21420          | Bouilland                                | 242                              | 16,65         | 13               | Ladoix-Serrigny Beaune-Nord                                                                                     | Beaune                                           | Beaune Côte et Sud                          |
| 21093      | 21330          | Bouix                                    | 151                              | 15,64         | 10               | Châtillon-sur-Seine Laignes                                                                                     | Montbard                                         | Pays Châtillonnais                          |
| 21094      | 21610          | Bourberain                               | 388                              | 30,71         | 13               | Saint-Apollinaire Fontaine-Française                                                                            | Dijon                                            | Mirebellois et Fontenois                    |
| 21095      | 21250          | Bousselange                              | 52                               | 7,20          | 7                | Brazey-en-Plaine Seurre                                                                                         | Beaune                                           | Rives de Saône                              |
| 21096      | 21260          | Boussenois                               | 106                              | 12,49         | 9                | Is-sur-Tille Selongey                                                                                           | Dijon                                            | Tille et Venelle                            |
| 21097      | 21350          | Boussey                                  | 34                               | 5,57          | 7                | Semur-en-Auxois Vitteaux                                                                                        | Montbard                                         | Terres d’Auxois                             |
| 21098      | 21690          | Boux-sous-Salmaise                       | 125                              | 14,64         | 9                | Montbard Venarey-les-Laumes                                                                                     | Montbard                                         | Pays d’Alésia et de la Seine                |
| 21099      | 21200          | Bouze-lès-Beaune                         | 306                              | 6,91          | 45               | Ladoix-Serrigny Beaune-Nord                                                                                     | Beaune                                           | Beaune Côte et Sud                          |
| 21100      | 21350          | Brain                                    | 35                               | 4,13          | 8                | Semur-en-Auxois Vitteaux                                                                                        | Montbard                                         | Terres d’Auxois                             |
| 21101      | 21390          | Braux                                    | 175                              | 12,84         | 13               | Semur-en-Auxois Précy-sous-Thil                                                                                 | Montbard                                         | Terres d’Auxois                             |
| 21102      | 21430          | Brazey-en-Morvan                         | 150                              | 17,22         | 8                | Arnay-le-Duc Liernais                                                                                           | Beaune                                           | Pays Arnay Liernais                         |
| 21103      | 21470          | Brazey-en-Plaine                         | 2425                             | 25,55         | 92               | Brazey-en-Plaine Saint-Jean-de-Losne                                                                            | Beaune                                           | Rives de Saône                              |
| 21104      | 21400          | Brémur-et-Vaurois                        | 44                               | 9,31          | 5                | Châtillon-sur-Seine                                                                                             | Montbard                                         | Pays Châtillonnais                          |
| 21105      | 21560          | Bressey-sur-Tille                        | 1110                             | 7,26          | 155              | Chevigny-Saint-Sauveur Dijon-2                                                                                  | Dijon                                            | Dijon Métropole                             |
| 21106      | 21110          | Bretenière                               | 935                              | 6,03          | 154              | Longvic Genlis                                                                                                  | Dijon                                            | Dijon Métropole                             |
| 21107      | 21490          | Bretigny                                 | 903                              | 6,84          | 132              | Fontaine-lès-Dijon Dijon-1                                                                                      | Dijon                                            | Norge et Tille                              |
| 21108      | 21390          | Brianny                                  | 105                              | 7,53          | 15               | Semur-en-Auxois Précy-sous-Thil                                                                                 | Montbard                                         | Terres d’Auxois                             |
| 21109      | 21570          | Brion-sur-Ource                          | 216                              | 14,01         | 16               | Châtillon-sur-Seine Montigny-sur-Aube                                                                           | Montbard                                         | Pays Châtillonnais                          |
| 21110      | 21220          | Brochon                                  | 662                              | 7,46          | 87               | Longvic Gevrey-Chambertin                                                                                       | Beaune Dijon                                     | Gevrey-Chambertin et de Nuits-Saint-Georges |
| 21111      | 21490          | Brognon                                  | 318                              | 6,24          | 51               | Fontaine-lès-Dijon Dijon-1                                                                                      | Dijon                                            | Norge et Tille                              |
| 21112      | 21250          | Broin                                    | 410                              | 14,18         | 29               | Brazey-en-Plaine Seurre                                                                                         | Beaune                                           | Rives de Saône                              |
| 21113      | 21220          | Broindon                                 | 197                              | 4,64          | 43               | Nuits-Saint-Georges Gevrey-Chambertin                                                                           | Beaune Dijon                                     | Gevrey-Chambertin et de Nuits-Saint-Georges |
| 21114      | 21500          | Buffon                                   | 154                              | 8,88          | 18               | Montbard | Montbard                                         | Montbardois                                 |
| 21115      | 21400          | Buncey                                   | 358                              | 27,02         | 14               | Châtillon-sur-Seine                                                                                             | Montbard                                         | Pays Châtillonnais                          |
| 21116      | 21290          | Bure-les-Templiers                       | 135                              | 35,03         | 4                | Châtillon-sur-Seine Recey-sur-Ource                                                                             | Montbard                                         | Pays Châtillonnais                          |
| 21117      | 21510          | Busseaut                                 | 52                               | 10,62         | 5                | Châtillon-sur-Seine Aignay-le-Duc                                                                               | Montbard                                         | Pays Châtillonnais                          |
| 21118      | 21580          | Busserotte-et-Montenaille                | 33                               | 6,56          | 3                | Is-sur-Tille Grancey-le-Château-Neuvelle                                                                        | Dijon                                            | Tille et Venelle                            |
| 21119      | 21580          | Bussières                                | 44                               | 6,31          | 7                | Is-sur-Tille Grancey-le-Château-Neuvelle                                                                        | Dijon                                            | Tille et Venelle                            |
| 21121      | 21540          | Bussy-la-Pesle                           | 75                               | 11,47         | 7                | Talant Sombernon                                                                                                | Dijon                                            | Ouche et Montagne                           |
| 21122      | 21150          | Bussy-le-Grand                           | 306                              | 29,69         | 11               | Montbard Venarey-les-Laumes                                                                                     | Montbard                                         | Pays d’Alésia et de la Seine                |
| 21123      | 21290          | Buxerolles                               | 34                               | 11,97         | 3                | Châtillon-sur-Seine Recey-sur-Ource                                                                             | Montbard                                         | Pays Châtillonnais                          |
| 21124      | 21430          | Censerey                                 | 180                              | 11,99         | 15               | Arnay-le-Duc Liernais                                                                                           | Beaune                                           | Pays Arnay Liernais                         |
| 21125      | 21330          | Cérilly                                  | 214                              | 13,90         | 16               | Châtillon-sur-Seine Laignes                                                                                     | Montbard                                         | Pays Châtillonnais                          |
| 21126      | 21110          | Cessey-sur-Tille                         | 625                              | 11,54         | 53               | Genlis | Dijon                                            | Plaine Dijonnaise                           |
| 21127      | 21120          | Chaignay                                 | 500                              | 25,05         | 21               | Is-sur-Tille | Dijon                                            | Vallées de la Tille et de l’Ignon           |
| 21128      | 21320          | Chailly-sur-Armançon                     | 276                              | 18,65         | 13               | Arnay-le-Duc Pouilly-en-Auxois                                                                                  | Beaune                                           | Pouilly-en-Auxois Bligny-sur-Ouche          |
| 21129      | 21290          | Chambain                                 | 28                               | 9,75          | 2                | Châtillon-sur-Seine Recey-sur-Ource                                                                             | Montbard                                         | Pays Châtillonnais                          |
| 21130      | 21110          | Chambeire                                | 413                              | 6,21          | 63               | Genlis | Dijon                                            | Plaine Dijonnaise                           |
| 21131      | 21250          | Chamblanc                                | 464                              | 10,21         | 45               | Brazey-en-Plaine Seurre                                                                                         | Beaune                                           | Rives de Saône                              |
| 21132      | 21220          | Chambœuf                                 | 384                              | 11,25         | 35               | Longvic Gevrey-Chambertin                                                                                       | Beaune Dijon                                     | Gevrey-Chambertin et de Nuits-Saint-Georges |
| 21133      | 21220          | Chambolle-Musigny                        | 268                              | 7,57          | 39               | Longvic Gevrey-Chambertin                                                                                       | Beaune Dijon                                     | Gevrey-Chambertin et de Nuits-Saint-Georges |
| 21134      | 21400          | Chamesson                                | 241                              | 15,76         | 15               | Châtillon-sur-Seine                                                                                             | Montbard                                         | Pays Châtillonnais                          |
| 21135      | 21310          | Champagne-sur-Vingeanne                  | 313                              | 13,25         | 23               | Saint-Apollinaire Mirebeau-sur-Bèze                                                                             | Dijon                                            | Mirebellois et Fontenois                    |
| 21136      | 21440          | Champagny                                | 27                               | 7,12          | 4                | Fontaine-lès-Dijon Saint-Seine-l’Abbaye                                                                         | Dijon                                            | Forêts, Seine et Suzon                      |
| 21137      | 21500          | Champ-d’Oiseau                           | 110                              | 4,83          | 20               | Montbard | Montbard                                         | Montbardois                                 |
| 21138      | 21130          | Champdôtre                               | 603                              | 10,44         | 57               | Auxonne | Dijon                                            | Auxonne Pontailler Val de Saône             |
| 21139      | 21210          | Champeau-en-Morvan                       | 223                              | 33,95         | 7                | Semur-en-Auxois Saulieu                                                                                         | Montbard                                         | Saulieu-Morvan                              |
| 21140      | 21230          | Champignolles                            | 79                               | 6,34          | 12               | Arnay-le-Duc | Beaune                                           | Pays Arnay Liernais                         |
| 21141      | 21690          | Champrenault                             | 37                               | 4,18          | 8                | Semur-en-Auxois Vitteaux                                                                                        | Montbard                                         | Terres d’Auxois                             |
| 21142      | 21440          | Chanceaux                                | 206                              | 21,27         | 10               | Is-sur-Tille Saint-Seine-l’Abbaye                                                                               | Dijon                                            | Forêts, Seine et Suzon                      |
| 21143      | 21330          | Channay                                  | 59                               | 13,33         | 5                | Châtillon-sur-Seine Laignes                                                                                     | Montbard                                         | Pays Châtillonnais                          |
| 21144      | 21690          | Charencey                                | 37                               | 4,84          | 8                | Montbard Venarey-les-Laumes                                                                                     | Montbard                                         | Pays d’Alésia et de la Seine                |
| 21145      | 21140          | Charigny                                 | 36                               | 3,07          | 12               | Semur-en-Auxois                                                                                                 | Montbard                                         | Terres d’Auxois                             |
| 21146      | 21310          | Charmes                                  | 119                              | 6,53          | 19               | Saint-Apollinaire Mirebeau-sur-Bèze                                                                             | Dijon                                            | Mirebellois et Fontenois                    |
| 21147      | 21350          | Charny                                   | 34                               | 7,80          | 4                | Semur-en-Auxois Vitteaux                                                                                        | Montbard                                         | Terres d’Auxois                             |
| 21148      | 21170          | Charrey-sur-Saône                        | 333                              | 5,75          | 60               | Brazey-en-Plaine Saint-Jean-de-Losne                                                                            | Beaune                                           | Rives de Saône                              |
| 21149      | 21400          | Charrey-sur-Seine                        | 137                              | 12,68         | 11               | Châtillon-sur-Seine                                                                                             | Montbard                                         | Pays Châtillonnais                          |
| 21150      | 21190          | Chassagne-Montrachet                     | 263                              | 6,50          | 46               | Ladoix-Serrigny Nolay                                                                                           | Beaune                                           | Beaune Côte et Sud                          |
| 21151      | 21150          | Chassey                                  | 92                               | 6,65          | 13               | Semur-en-Auxois                                                                                                 | Montbard                                         | Terres d’Auxois                             |
| 21152      | 21320          | Châteauneuf                              | 81                               | 10,06         | 8                | Arnay-le-Duc Pouilly-en-Auxois                                                                                  | Beaune                                           | Pouilly-en-Auxois Bligny-sur-Ouche          |
| 21153      | 21320          | Châtellenot                              | 163                              | 11,52         | 13               | Arnay-le-Duc Pouilly-en-Auxois                                                                                  | Beaune                                           | Pouilly-en-Auxois Bligny-sur-Ouche          |
| 21154      | 21400          | Châtillon-sur-Seine                      | 5404                             | 33,15         | 161              | Châtillon-sur-Seine                                                                                             | Montbard                                         | Pays Châtillonnais                          |
| 21155      | 21360          | Chaudenay-la-Ville                       | 38                               | 5,18          | 8                | Arnay-le-Duc Bligny-sur-Ouche                                                                                   | Beaune                                           | Pouilly-en-Auxois Bligny-sur-Ouche          |
| 21156      | 21360          | Chaudenay-le-Château                     | 48                               | 5,27          | 9                | Arnay-le-Duc Bligny-sur-Ouche                                                                                   | Beaune                                           | Pouilly-en-Auxois Bligny-sur-Ouche          |
| 21157      | 21290          | Chaugey                                  | 24                               | 6,89          | 2                | Châtillon-sur-Seine Recey-sur-Ource                                                                             | Montbard                                         | Pays Châtillonnais                          |
| 21158      | 21610          | Chaume-et-Courchamp                      | 183                              | 8,10          | 22               | Saint-Apollinaire Fontaine-Française                                                                            | Dijon                                            | Mirebellois et Fontenois                    |
| 21160      | 21450          | Chaume-lès-Baigneux                      | 105                              | 12,66         | 8                | Châtillon-sur-Seine Baigneux-les-Juifs                                                                          | Montbard                                         | Pays Châtillonnais                          |
| 21161      | 21400          | Chaumont-le-Bois                         | 79                               | 7,54          | 10               | Châtillon-sur-Seine                                                                                             | Montbard                                         | Pays Châtillonnais                          |
| 21162      | 21700          | Chaux                                    | 484                              | 7,04          | 69               | Nuits-Saint-Georges                                                                                             | Beaune                                           | Gevrey-Chambertin et de Nuits-Saint-Georges |
| 21163      | 21260          | Chazeuil                                 | 187                              | 18,55         | 10               | Is-sur-Tille Selongey                                                                                           | Dijon                                            | Tille et Venelle                            |
| 21164      | 21320          | Chazilly                                 | 148                              | 8,79          | 16               | Arnay-le-Duc Pouilly-en-Auxois                                                                                  | Beaune                                           | Pouilly-en-Auxois Bligny-sur-Ouche          |
| 21165      | 21400          | Chemin-d’Aisey                           | 63                               | 8,51          | 9                | Châtillon-sur-Seine                                                                                             | Montbard                                         | Pays Châtillonnais                          |
| 21166      | 21300          | Chenôve                                  | 14.299                           | 7,42          | 1.890            | Chenôve | Dijon                                            | Dijon Métropole                             |
| 21167      | 21310          | Cheuge                                   | 119                              | 8,88          | 14               | Saint-Apollinaire Mirebeau-sur-Bèze                                                                             | Dijon                                            | Mirebellois et Fontenois                    |
| 21168      | 21540          | Chevannay                                | 35                               | 7,16          | 6                | Semur-en-Auxois Vitteaux                                                                                        | Montbard                                         | Terres d’Auxois                             |
| 21169      | 21220          | Chevannes                                | 169                              | 6,29          | 26               | Longvic Gevrey-Chambertin                                                                                       | Beaune Dijon                                     | Gevrey-Chambertin et de Nuits-Saint-Georges |
| 21170      | 21200          | Chevigny-en-Valière                      | 409                              | 5,50          | 69               | Ladoix-Serrigny Beaune-Sud                                                                                      | Beaune                                           | Beaune Côte et Sud                          |
| 21171      | 21800          | Chevigny-Saint-Sauveur                   | 10.895                           | 12,11         | 918              | Chevigny-Saint-Sauveur Dijon-2                                                                                  | Dijon                                            | Dijon Métropole                             |
| 21172      | 21820          | Chivres                                  | 275                              | 8,23          | 37               | Brazey-en-Plaine Seurre                                                                                         | Beaune                                           | Rives de Saône                              |
| 21173      | 21200          | Chorey-les-Beaune                        | 596                              | 5,59          | 114              | Ladoix-Serrigny Beaune-Sud                                                                                      | Beaune                                           | Beaune Côte et Sud                          |
| 21175      | 21270          | Cirey-lès-Pontailler                     | 180                              | 8,79          | 22               | Auxonne Pontailler-sur-Saône                                                                                    | Dijon                                            | Auxonne Pontailler Val de Saône             |
| 21176      | 21320          | Civry-en-Montagne                        | 129                              | 7,70          | 16               | Arnay-le-Duc Pouilly-en-Auxois                                                                                  | Beaune                                           | Pouilly-en-Auxois Bligny-sur-Ouche          |
| 21177      | 21390          | Clamerey                                 | 181                              | 12,08         | 15               | Semur-en-Auxois Précy-sous-Thil                                                                                 | Montbard                                         | Terres d’Auxois                             |
| 21179      | 21490          | Clénay                                   | 904                              | 5,61          | 160              | Fontaine-lès-Dijon Dijon-1                                                                                      | Dijon                                            | Norge et Tille                              |
| 21180      | 21270          | Cléry                                    | 160                              | 3,37          | 45               | Auxonne Pontailler-sur-Saône                                                                                    | Dijon                                            | Auxonne Pontailler Val de Saône             |
| 21181      | 21230          | Clomot                                   | 121                              | 8,49          | 17               | Arnay-le-Duc | Beaune                                           | Pays Arnay Liernais                         |
| 21182      | 21220          | Collonges-lès-Bévy                       | 99                               | 5,39          | 18               | Longvic Gevrey-Chambertin                                                                                       | Beaune Dijon                                     | Gevrey-Chambertin et de Nuits-Saint-Georges |
| 21183      | 21110          | Collonges et Premières                   | 1067                             | 12,56         | 84               | Genlis | Dijon                                            | Plaine Dijonnaise                           |
| 21184      | 21360          | Colombier                                | 66                               | 3,90          | 18               | Arnay-le-Duc Bligny-sur-Ouche                                                                                   | Beaune                                           | Pouilly-en-Auxois Bligny-sur-Ouche          |
| 21185      | 21200          | Combertault                              | 539                              | 3,92          | 135              | Ladoix-Serrigny Beaune-Sud                                                                                      | Beaune                                           | Beaune Côte et Sud                          |
| 21186      | 21700          | Comblanchien                             | 604                              | 3,61          | 171              | Nuits-Saint-Georges                                                                                             | Beaune                                           | Gevrey-Chambertin et de Nuits-Saint-Georges |
| 21187      | 21320          | Commarin                                 | 121                              | 6,39          | 19               | Arnay-le-Duc Pouilly-en-Auxois                                                                                  | Beaune                                           | Pouilly-en-Auxois Bligny-sur-Ouche          |
| 21189      | 21250          | Corberon                                 | 429                              | 11,72         | 37               | Ladoix-Serrigny Seurre                                                                                          | Beaune                                           | Beaune Côte et Sud                          |
| 21190      | 21190          | Corcelles-les-Arts                       | 435                              | 5,47          | 81               | Ladoix-Serrigny Beaune-Sud                                                                                      | Beaune                                           | Beaune Côte et Sud                          |
| 21191      | 21910          | Corcelles-lès-Cîteaux                    | 831                              | 6,75          | 120              | Nuits-Saint-Georges Gevrey-Chambertin                                                                           | Beaune Dijon                                     | Gevrey-Chambertin et de Nuits-Saint-Georges |
| 21192      | 21160          | Corcelles-les-Monts                      | 654                              | 14,33         | 44               | Dijon-6 Dijon-5                                                                                                 | Dijon                                            | Dijon Métropole                             |
| 21193      | 21250          | Corgengoux                               | 381                              | 12,53         | 29               | Ladoix-Serrigny Seurre                                                                                          | Beaune                                           | Beaune Côte et Sud                          |
| 21194      | 21700          | Corgoloin                                | 968                              | 12,58         | 74               | Nuits-Saint-Georges                                                                                             | Beaune                                           | Gevrey-Chambertin et de Nuits-Saint-Georges |
| 21195      | 21340          | Cormot-Vauchignon                        | 210                              | 10,12         | 22               | Arnay-le-Duc Nolay                                                                                              | Beaune                                           | Beaune Côte et Sud                          |
| 21196      | 21190          | Corpeau                                  | 962                              | 4,67          | 209              | Ladoix-Serrigny Nolay                                                                                           | Beaune                                           | Beaune Côte et Sud                          |
| 21197      | 21150          | Corpoyer-la-Chapelle                     | 37                               | 4,16          | 8                | Montbard Venarey-les-Laumes                                                                                     | Montbard                                         | Pays d’Alésia et de la Seine                |
| 21198      | 21460          | Corrombles                               | 242                              | 11,46         | 22               | Semur-en-Auxois                                                                                                 | Montbard                                         | Terres d’Auxois                             |
| 21199      | 21460          | Corsaint                                 | 131                              | 20,37         | 8                | Semur-en-Auxois                                                                                                 | Montbard                                         | Terres d’Auxois                             |
| 21200      | 21160          | Couchey                                  | 1108                             | 12,70         | 87               | Longvic Gevrey-Chambertin                                                                                       | Beaune Dijon                                     | Gevrey-Chambertin et de Nuits-Saint-Georges |
| 21201      | 21400          | Coulmier-le-Sec                          | 240                              | 32,29         | 8                | Châtillon-sur-Seine                                                                                             | Montbard                                         | Pays Châtillonnais                          |
| 21202      | 21520          | Courban                                  | 140                              | 17,62         | 8                | Châtillon-sur-Seine Montigny-sur-Aube                                                                           | Montbard                                         | Pays Châtillonnais                          |
| 21203      | 21460          | Courcelles-Frémoy                        | 148                              | 11,47         | 11               | Semur-en-Auxois                                                                                                 | Montbard                                         | Terres d’Auxois                             |
| 21204      | 21500          | Courcelles-lès-Montbard                  | 87                               | 6,12          | 14               | Montbard | Montbard                                         | Montbardois                                 |
| 21205      | 21140          | Courcelles-lès-Semur                     | 228                              | 12,03         | 20               | Semur-en-Auxois                                                                                                 | Montbard                                         | Terres d’Auxois                             |
| 21207      | 21580          | Courlon                                  | 76                               | 9,86          | 8                | Is-sur-Tille Grancey-le-Château-Neuvelle                                                                        | Dijon                                            | Tille et Venelle                            |
| 21208      | 21120          | Courtivron                               | 162                              | 15,63         | 11               | Is-sur-Tille | Dijon                                            | Vallées de la Tille et de l’Ignon           |
| 21209      | 21560          | Couternon                                | 1903                             | 6,81          | 281              | Saint-Apollinaire Dijon-2                                                                                       | Dijon                                            | Norge et Tille                              |
| 21210      | 21320          | Créancey                                 | 520                              | 16,71         | 31               | Arnay-le-Duc Pouilly-en-Auxois                                                                                  | Beaune                                           | Pouilly-en-Auxois Bligny-sur-Ouche          |
| 21211      | 21120          | Crécey-sur-Tille                         | 125                              | 10,77         | 12               | Is-sur-Tille | Dijon                                            | Vallées de la Tille et de l’Ignon           |
| 21212      | 21500          | Crépand                                  | 317                              | 5,79          | 56               | Montbard | Montbard                                         | Montbardois                                 |
| 21214      | 21360          | Crugey                                   | 167                              | 6,30          | 27               | Arnay-le-Duc Bligny-sur-Ouche                                                                                   | Beaune                                           | Pouilly-en-Auxois Bligny-sur-Ouche          |
| 21215      | 21310          | Cuiserey                                 | 174                              | 6,33          | 29               | Saint-Apollinaire Mirebeau-sur-Bèze                                                                             | Dijon                                            | Mirebellois et Fontenois                    |
| 21216      | 21230          | Culètre                                  | 101                              | 5,59          | 19               | Arnay-le-Duc | Beaune                                           | Pays Arnay Liernais                         |
| 21217      | 21220          | Curley                                   | 139                              | 5,75          | 23               | Longvic Gevrey-Chambertin                                                                                       | Beaune Dijon                                     | Gevrey-Chambertin et de Nuits-Saint-Georges |
| 21218      | 21380          | Curtil-Saint-Seine                       | 113                              | 12,01         | 10               | Fontaine-lès-Dijon Saint-Seine-l’Abbaye                                                                         | Dijon                                            | Forêts, Seine et Suzon                      |
| 21219      | 21220          | Curtil-Vergy                             | 156                              | 2,70          | 52               | Longvic Gevrey-Chambertin                                                                                       | Beaune Dijon                                     | Gevrey-Chambertin et de Nuits-Saint-Georges |
| 21220      | 21580          | Cussey-les-Forges                        | 147                              | 23,32         | 6                | Is-sur-Tille Grancey-le-Château-Neuvelle                                                                        | Dijon                                            | Tille et Venelle                            |
| 21221      | 21360          | Cussy-la-Colonne                         | 44                               | 6,09          | 7                | Arnay-le-Duc Bligny-sur-Ouche                                                                                   | Beaune                                           | Pouilly-en-Auxois Bligny-sur-Ouche          |
| 21222      | 21230          | Cussy-le-Châtel                          | 120                              | 7,23          | 16               | Arnay-le-Duc | Beaune                                           | Pays Arnay Liernais                         |
| 21223      | 21121          | Daix                                     | 1520                             | 11,80         | 130              | Fontaine-lès-Dijon                                                                                              | Dijon                                            | Dijon Métropole                             |
| 21224      | 21350          | Dampierre-en-Montagne                    | 61                               | 10,36         | 6                | Semur-en-Auxois Vitteaux                                                                                        | Montbard                                         | Terres d’Auxois                             |
| 21225      | 21310          | Dampierre-et-Flée                        | 136                              | 9,45          | 14               | Saint-Apollinaire Fontaine-Française                                                                            | Dijon                                            | Mirebellois et Fontenois                    |
| 21226      | 21150          | Darcey                                   | 332                              | 18,91         | 18               | Montbard Venarey-les-Laumes                                                                                     | Montbard                                         | Pays d’Alésia et de la Seine                |
| 21227      | 21121          | Darois                                   | 490                              | 8,12          | 62               | Fontaine-lès-Dijon                                                                                              | Dijon                                            | Forêts, Seine et Suzon                      |
| 21228      | 21220          | Détain-et-Bruant                         | 142                              | 15,48         | 9                | Longvic Gevrey-Chambertin                                                                                       | Beaune Dijon                                     | Gevrey-Chambertin et de Nuits-Saint-Georges |
| 21229      | 21430          | Diancey                                  | 98                               | 9,96          | 9                | Arnay-le-Duc Liernais                                                                                           | Beaune                                           | Pays Arnay Liernais                         |
| 21230      | 21120          | Diénay                                   | 383                              | 15,39         | 24               | Is-sur-Tille | Dijon                                            | Vallées de la Tille et de l’Ignon           |
| 21231      | 21000          | Dijon                                    | 159.941                          | 40,41         | 3.910            | Dijon-1 Dijon-2 Dijon-3 Dijon-4 Dijon-5 Dijon-6 Dijon-1 Dijon-2 Dijon-3 Dijon-4 Dijon-5 Dijon-6 Dijon-7 Dijon-8 | Dijon                                            | Dijon Métropole                             |
| 21232      | 21390          | Dompierre-en-Morvan                      | 200                              | 15,01         | 14               | Semur-en-Auxois Précy-sous-Thil                                                                                 | Montbard                                         | Terres d’Auxois                             |
| 21233      | 21270          | Drambon                                  | 186                              | 4,77          | 42               | Auxonne Pontailler-sur-Saône                                                                                    | Dijon                                            | Auxonne Pontailler Val de Saône             |
| 21234      | 21540          | Drée                                     | 66                               | 5,14          | 12               | Talant Sombernon                                                                                                | Dijon                                            | Ouche et Montagne                           |
| 21235      | 21510          | Duesme                                   | 46                               | 13,33         | 4                | Châtillon-sur-Seine Aignay-le-Duc                                                                               | Montbard                                         | Pays Châtillonnais                          |
| 21236      | 21190          | Ébaty                                    | 255                              | 2,13          | 119              | Ladoix-Serrigny Beaune-Sud                                                                                      | Beaune                                           | Beaune Côte et Sud                          |
| 21237      | 21510          | Échalot                                  | 97                               | 27,65         | 3                | Châtillon-sur-Seine Aignay-le-Duc                                                                               | Montbard                                         | Pays Châtillonnais                          |
| 21238      | 21540          | Échannay                                 | 135                              | 7,18          | 18               | Talant Sombernon                                                                                                | Dijon                                            | Ouche et Montagne                           |
| 21239      | 21170          | Échenon                                  | 766                              | 10,62         | 74               | Brazey-en-Plaine Saint-Jean-de-Losne                                                                            | Beaune                                           | Rives de Saône                              |
| 21240      | 21120          | Échevannes                               | 295                              | 11,45         | 27               | Is-sur-Tille | Dijon                                            | Vallées de la Tille et de l’Ignon           |
| 21241      | 21420          | Échevronne                               | 309                              | 8,69          | 34               | Ladoix-Serrigny Beaune-Nord                                                                                     | Beaune                                           | Beaune Côte et Sud                          |
| 21242      | 21110          | Échigey                                  | 307                              | 5,45          | 55               | Genlis | Dijon                                            | Plaine Dijonnaise                           |
| 21243      | 21360          | Écutigny                                 | 79                               | 5,69          | 13               | Arnay-le-Duc Bligny-sur-Ouche                                                                                   | Beaune                                           | Pouilly-en-Auxois Bligny-sur-Ouche          |
| 21244      | 21320          | Éguilly                                  | 70                               | 5,69          | 12               | Arnay-le-Duc Pouilly-en-Auxois                                                                                  | Beaune                                           | Pouilly-en-Auxois Bligny-sur-Ouche          |
| 21245      | 21380          | Épagny                                   | 325                              | 12,39         | 26               | Is-sur-Tille | Dijon                                            | Vallées de la Tille et de l’Ignon           |
| 21246      | 21220          | Épernay-sous-Gevrey                      | 156                              | 5,47          | 33               | Nuits-Saint-Georges Gevrey-Chambertin                                                                           | Beaune Dijon                                     | Gevrey-Chambertin et de Nuits-Saint-Georges |
| 21247      | 21460          | Époisses                                 | 724                              | 21,72         | 37               | Semur-en-Auxois                                                                                                 | Montbard                                         | Terres d’Auxois                             |
| 21248      | 21500          | Éringes                                  | 57                               | 6,01          | 10               | Montbard | Montbard                                         | Montbardois                                 |
| 21249      | 21170          | Esbarres                                 | 681                              | 15,86         | 43               | Brazey-en-Plaine Saint-Jean-de-Losne                                                                            | Beaune                                           | Rives de Saône                              |
| 21250      | 21290          | Essarois                                 | 84                               | 18,25         | 5                | Châtillon-sur-Seine Recey-sur-Ource                                                                             | Montbard                                         | Pays Châtillonnais                          |
| 21251      | 21320          | Essey                                    | 308                              | 12,61         | 22               | Arnay-le-Duc Pouilly-en-Auxois                                                                                  | Beaune                                           | Pouilly-en-Auxois Bligny-sur-Ouche          |
| 21252      | 21500          | Étais                                    | 76                               | 14,04         | 6                | Montbard Laignes                                                                                                | Montbard                                         | Montbardois                                 |
| 21253      | 21510          | Étalante                                 | 128                              | 39,15         | 4                | Châtillon-sur-Seine Aignay-le-Duc                                                                               | Montbard                                         | Pays Châtillonnais                          |
| 21255      | 21121          | Étaules                                  | 349                              | 16,71         | 19               | Fontaine-lès-Dijon                                                                                              | Dijon                                            | Forêts, Seine et Suzon                      |
| 21256      | 21270          | Étevaux                                  | 316                              | 8,67          | 36               | Auxonne Pontailler-sur-Saône                                                                                    | Dijon                                            | Auxonne Pontailler Val de Saône             |
| 21257      | 21450          | Étormay                                  | 66                               | 12,60         | 5                | Châtillon-sur-Seine Baigneux-les-Juifs                                                                          | Montbard                                         | Pays Châtillonnais                          |
| 21258      | 21400          | Étrochey                                 | 207                              | 3,21          | 70               | Châtillon-sur-Seine                                                                                             | Montbard                                         | Pays Châtillonnais                          |
| 21259      | 21500          | Fain-lès-Montbard                        | 273                              | 7,48          | 38               | Montbard | Montbard                                         | Montbardois                                 |
| 21260      | 21500          | Fain-lès-Moutiers                        | 152                              | 9,75          | 16               | Montbard | Montbard                                         | Montbardois                                 |
| 21261      | 21110          | Fauverney                                | 620                              | 8,68          | 71               | Genlis | Dijon                                            | Plaine Dijonnaise                           |
| 21262      | 21290          | Faverolles-lès-Lucey                     | 29                               | 10,08         | 3                | Châtillon-sur-Seine Recey-sur-Ource                                                                             | Montbard                                         | Pays Châtillonnais                          |
| 21263      | 21600          | Fénay                                    | 1724                             | 10,46         | 159              | Longvic Gevrey-Chambertin                                                                                       | Dijon                                            | Dijon Métropole                             |
| 21265      | 21220          | Fixin                                    | 717                              | 10,12         | 74               | Longvic Gevrey-Chambertin                                                                                       | Beaune Dijon                                     | Gevrey-Chambertin et de Nuits-Saint-Georges |
| 21266      | 21490          | Flacey                                   | 210                              | 6,79          | 28               | Fontaine-lès-Dijon Is-sur-Tille                                                                                 | Dijon                                            | Norge et Tille                              |
| 21267      | 21640          | Flagey-Echézeaux                         | 494                              | 8,06          | 61               | Nuits-Saint-Georges                                                                                             | Beaune                                           | Gevrey-Chambertin et de Nuits-Saint-Georges |
| 21268      | 21130          | Flagey-lès-Auxonne                       | 206                              | 7,91          | 24               | Auxonne | Dijon                                            | Auxonne Pontailler Val de Saône             |
| 21269      | 21130          | Flammerans                               | 453                              | 16,55         | 27               | Auxonne | Dijon                                            | Auxonne Pontailler Val de Saône             |
| 21270      | 21160          | Flavignerot                              | 231                              | 6,29          | 33               | Dijon-6 Dijon-5                                                                                                 | Dijon                                            | Dijon Métropole                             |
| 21271      | 21150          | Flavigny-sur-Ozerain                     | 274                              | 27,79         | 10               | Montbard Venarey-les-Laumes                                                                                     | Montbard                                         | Pays d’Alésia et de la Seine                |
| 21273      | 21410          | Fleurey-sur-Ouche                        | 1498                             | 29,76         | 47               | Talant Dijon-5                                                                                                  | Dijon                                            | Ouche et Montagne                           |
| 21274      | 21230          | Foissy                                   | 169                              | 15,12         | 11               | Arnay-le-Duc | Beaune                                           | Pays Arnay Liernais                         |
| 21275      | 21260          | Foncegrive                               | 128                              | 10,13         | 13               | Is-sur-Tille Selongey                                                                                           | Dijon                                            | Tille et Venelle                            |
| 21277      | 21610          | Fontaine-Française                       | 888                              | 30,66         | 29               | Saint-Apollinaire Fontaine-Française                                                                            | Dijon                                            | Mirebellois et Fontenois                    |
| 21278      | 21121          | Fontaine-lès-Dijon                       | 9032                             | 4,49          | 1.960            | Fontaine-lès-Dijon                                                                                              | Dijon                                            | Dijon Métropole                             |
| 21276      | 21450          | Fontaines-en-Duesmois                    | 117                              | 17,90         | 7                | Châtillon-sur-Seine Baigneux-les-Juifs                                                                          | Montbard                                         | Pays Châtillonnais                          |
| 21279      | 21330          | Fontaines-les-Sèches                     | 26                               | 13,52         | 2                | Montbard Laignes                                                                                                | Montbard                                         | Montbardois                                 |
| 21280      | 21390          | Fontangy                                 | 157                              | 17,61         | 8                | Semur-en-Auxois Précy-sous-Thil                                                                                 | Montbard                                         | Terres d’Auxois                             |
| 21281      | 21610          | Fontenelle                               | 169                              | 10,14         | 17               | Saint-Apollinaire Fontaine-Française                                                                            | Dijon                                            | Mirebellois et Fontenois                    |
| 21282      | 21460          | Forléans                                 | 112                              | 7,10          | 14               | Semur-en-Auxois                                                                                                 | Montbard                                         | Terres d’Auxois                             |
| 21283      | 21580          | Fraignot-et-Vesvrotte                    | 72                               | 11,73         | 6                | Is-sur-Tille Grancey-le-Château-Neuvelle                                                                        | Dijon                                            | Tille et Venelle                            |
| 21284      | 21440          | Francheville                             | 258                              | 31,65         | 9                | Is-sur-Tille Saint-Seine-l’Abbaye                                                                               | Dijon                                            | Forêts, Seine et Suzon                      |
| 21285      | 21170          | Franxault                                | 509                              | 12,32         | 40               | Brazey-en-Plaine Saint-Jean-de-Losne                                                                            | Beaune                                           | Rives de Saône                              |
| 21286      | 21120          | Frénois                                  | 93                               | 21,96         | 4                | Is-sur-Tille Saint-Seine-l’Abbaye                                                                               | Dijon                                            | Forêts, Seine et Suzon                      |
| 21287      | 21500          | Fresnes                                  | 154                              | 13,07         | 12               | Montbard | Montbard                                         | Montbardois                                 |
| 21288      | 21150          | Frôlois                                  | 164                              | 34,77         | 5                | Montbard Venarey-les-Laumes                                                                                     | Montbard                                         | Pays d’Alésia et de la Seine                |
| 21289      | 21700          | Fussey                                   | 122                              | 7,73          | 15               | Nuits-Saint-Georges                                                                                             | Beaune                                           | Gevrey-Chambertin et de Nuits-Saint-Georges |
| 21290      | 21120          | Gemeaux                                  | 968                              | 19,34         | 47               | Is-sur-Tille | Dijon                                            | Vallées de la Tille et de l’Ignon           |
| 21291      | 21140          | Genay                                    | 382                              | 13,82         | 26               | Semur-en-Auxois                                                                                                 | Montbard                                         | Terres d’Auxois                             |
| 21292      | 21110          | Genlis                                   | 5125                             | 12,08         | 433              | Genlis | Dijon                                            | Plaine Dijonnaise                           |
| 21293      | 21410          | Gergueil                                 | 127                              | 9,93          | 12               | Talant Sombernon                                                                                                | Dijon                                            | Ouche et Montagne                           |
| 21294      | 21700          | Gerland                                  | 441                              | 20,68         | 21               | Nuits-Saint-Georges                                                                                             | Beaune                                           | Gevrey-Chambertin et de Nuits-Saint-Georges |
| 21295      | 21220          | Gevrey-Chambertin                        | 2983                             | 24,77         | 123              | Longvic Gevrey-Chambertin                                                                                       | Beaune Dijon                                     | Gevrey-Chambertin et de Nuits-Saint-Georges |
| 21296      | 21520          | Gevrolles                                | 167                              | 27,05         | 7                | Châtillon-sur-Seine Montigny-sur-Aube                                                                           | Montbard                                         | Pays Châtillonnais                          |
| 21297      | 21640          | Gilly-lès-Cîteaux                        | 729                              | 11,03         | 65               | Nuits-Saint-Georges                                                                                             | Beaune                                           | Gevrey-Chambertin et de Nuits-Saint-Georges |
| 21298      | 21350          | Gissey-le-Vieil                          | 104                              | 8,38          | 13               | Semur-en-Auxois Vitteaux                                                                                        | Montbard                                         | Terres d’Auxois                             |
| 21299      | 21150          | Gissey-sous-Flavigny                     | 93                               | 10,29         | 9                | Montbard Venarey-les-Laumes                                                                                     | Montbard                                         | Pays d’Alésia et de la Seine                |
| 21300      | 21410          | Gissey-sur-Ouche                         | 357                              | 14,48         | 24               | Talant Sombernon                                                                                                | Dijon                                            | Ouche et Montagne                           |
| 21301      | 21250          | Glanon                                   | 275                              | 3,65          | 73               | Brazey-en-Plaine Seurre                                                                                         | Beaune                                           | Rives de Saône                              |
| 21302      | 21400          | Gomméville                               | 116                              | 9,83          | 13               | Châtillon-sur-Seine                                                                                             | Montbard                                         | Pays Châtillonnais                          |
| 21304      | 21580          | Grancey-le-Château-Neuvelle              | 262                              | 27,55         | 9                | Is-sur-Tille Grancey-le-Château-Neuvelle                                                                        | Dijon                                            | Tille et Venelle                            |
| 21305      | 21570          | Grancey-sur-Ource                        | 179                              | 23,94         | 8                | Châtillon-sur-Seine Montigny-sur-Aube                                                                           | Montbard                                         | Pays Châtillonnais                          |
| 21306      | 21540          | Grenant-lès-Sombernon                    | 216                              | 7,19          | 29               | Talant Sombernon                                                                                                | Dijon                                            | Ouche et Montagne                           |
| 21307      | 21150          | Grésigny-Sainte-Reine                    | 147                              | 7,06          | 20               | Montbard Venarey-les-Laumes                                                                                     | Montbard                                         | Pays d’Alésia et de la Seine                |
| 21308      | 21150          | Grignon                                  | 191                              | 11,68         | 17               | Montbard Venarey-les-Laumes                                                                                     | Montbard                                         | Pays d’Alésia et de la Seine                |
| 21309      | 21330          | Griselles                                | 92                               | 12,37         | 7                | Châtillon-sur-Seine Laignes                                                                                     | Montbard                                         | Pays Châtillonnais                          |
| 21310      | 21540          | Grosbois-en-Montagne                     | 111                              | 14,16         | 8                | Talant Sombernon                                                                                                | Dijon                                            | Ouche et Montagne                           |
| 21311      | 21250          | Grosbois-lès-Tichey                      | 69                               | 4,85          | 15               | Brazey-en-Plaine Seurre                                                                                         | Beaune                                           | Rives de Saône                              |
| 21312      | 21290          | Gurgy-la-Ville                           | 26                               | 12,77         | 2                | Châtillon-sur-Seine Recey-sur-Ource                                                                             | Montbard                                         | Pays Châtillonnais                          |
| 21313      | 21290          | Gurgy-le-Château                         | 45                               | 17,65         | 3                | Châtillon-sur-Seine Recey-sur-Ource                                                                             | Montbard                                         | Pays Châtillonnais                          |
| 21314      | 21150          | Hauteroche                               | 77                               | 13,28         | 6                | Montbard Venarey-les-Laumes                                                                                     | Montbard                                         | Pays d’Alésia et de la Seine                |
| 21315      | 21121          | Hauteville-lès-Dijon                     | 1206                             | 9,01          | 136              | Fontaine-lès-Dijon                                                                                              | Dijon                                            | Dijon Métropole                             |
| 21316      | 21270          | Heuilley-sur-Saône                       | 334                              | 9,78          | 33               | Auxonne Pontailler-sur-Saône                                                                                    | Dijon                                            | Auxonne Pontailler Val de Saône             |
| 21317      | 21120          | Is-sur-Tille                             | 4308                             | 22,53         | 196              | Is-sur-Tille | Dijon                                            | Vallées de la Tille et de l’Ignon           |
| 21319      | 21110          | Izeure                                   | 907                              | 16,71         | 54               | Genlis | Dijon                                            | Plaine Dijonnaise                           |
| 21320      | 21110          | Izier                                    | 788                              | 7,48          | 106              | Genlis | Dijon                                            | Plaine Dijonnaise                           |
| 21321      | 21150          | Jailly-les-Moulins                       | 76                               | 9,29          | 8                | Montbard Venarey-les-Laumes                                                                                     | Montbard                                         | Pays d’Alésia et de la Seine                |
| 21322      | 21250          | Jallanges                                | 309                              | 7,48          | 42               | Brazey-en-Plaine Seurre                                                                                         | Beaune                                           | Rives de Saône                              |
| 21323      | 21310          | Jancigny                                 | 153                              | 6,95          | 20               | Saint-Apollinaire Mirebeau-sur-Bèze                                                                             | Dijon                                            | Mirebellois et Fontenois                    |
| 21324      | 21460          | Jeux-lès-Bard                            | 53                               | 3,25          | 16               | Semur-en-Auxois                                                                                                 | Montbard                                         | Terres d’Auxois                             |
| 21325      | 21230          | Jouey                                    | 190                              | 24,26         | 8                | Arnay-le-Duc | Beaune                                           | Pays Arnay Liernais                         |
| 21326      | 21450          | Jours-lès-Baigneux                       | 91                               | 11,20         | 7                | Châtillon-sur-Seine Baigneux-les-Juifs                                                                          | Montbard                                         | Pays Châtillonnais                          |
| 21328      | 21210          | Juillenay                                | 52                               | 5,53          | 8                | Semur-en-Auxois Saulieu                                                                                         | Montbard                                         | Terres d’Auxois                             |
| 21329      | 21140          | Juilly                                   | 41                               | 4,46          | 9                | Semur-en-Auxois                                                                                                 | Montbard                                         | Terres d’Auxois                             |
| 21254      | 21220          | L’Étang-Vergy                            | 203                              | 2,65          | 78               | Longvic Gevrey-Chambertin                                                                                       | Beaune Dijon                                     | Gevrey-Chambertin et de Nuits-Saint-Georges |
| 21120      | 21360          | La Bussière-sur-Ouche                    | 185                              | 20,65         | 8                | Arnay-le-Duc Bligny-sur-Ouche                                                                                   | Beaune                                           | Pouilly-en-Auxois Bligny-sur-Ouche          |
| 21159      | 21520          | La Chaume                                | 97                               | 33,10         | 3                | Châtillon-sur-Seine Montigny-sur-Aube                                                                           | Montbard                                         | Pays Châtillonnais                          |
| 21445      | 21210          | La Motte-Ternant                         | 150                              | 21,32         | 7                | Semur-en-Auxois Saulieu                                                                                         | Montbard                                         | Saulieu-Morvan                              |
| 21525      | 21530          | La Roche-en-Brenil                       | 909                              | 50,85         | 17               | Semur-en-Auxois Saulieu                                                                                         | Montbard                                         | Saulieu-Morvan                              |
| 21527      | 21340          | La Rochepot                              | 281                              | 13,91         | 20               | Arnay-le-Duc Nolay                                                                                              | Beaune                                           | Beaune Côte et Sud                          |
| 21528      | 21150          | La Roche-Vanneau                         | 137                              | 13,19         | 11               | Montbard Venarey-les-Laumes                                                                                     | Montbard                                         | Pays d’Alésia et de la Seine                |
| 21695      | 21450          | La Villeneuve-les-Convers                | 60                               | 8,88          | 7                | Montbard Baigneux-les-Juifs                                                                                     | Montbard                                         | Pays d’Alésia et de la Seine                |
| 21330      | 21110          | Labergement-Foigney                      | 379                              | 7,63          | 49               | Genlis | Dijon                                            | Plaine Dijonnaise                           |
| 21331      | 21130          | Labergement-lès-Auxonne                  | 344                              | 5,93          | 56               | Auxonne | Dijon                                            | Auxonne Pontailler Val de Saône             |
| 21332      | 21820          | Labergement-lès-Seurre                   | 1012                             | 28,83         | 35               | Brazey-en-Plaine Seurre                                                                                         | Beaune                                           | Rives de Saône                              |
| 21333      | 21250          | Labruyère                                | 232                              | 7,28          | 31               | Brazey-en-Plaine Seurre                                                                                         | Beaune                                           | Rives de Saône                              |
| 21334      | 21230          | Lacanche                                 | 477                              | 7,16          | 72               | Arnay-le-Duc | Beaune                                           | Pays Arnay Liernais                         |
| 21335      | 21210          | Lacour-d’Arcenay                         | 108                              | 20,24         | 6                | Semur-en-Auxois Précy-sous-Thil                                                                                 | Montbard                                         | Terres d’Auxois                             |
| 21606      | 21550          | Ladoix-Serrigny                          | 1783                             | 24,96         | 72               | Ladoix-Serrigny Beaune-Sud                                                                                      | Beaune                                           | Beaune Côte et Sud                          |
| 21336      | 21330          | Laignes                                  | 669                              | 40,02         | 17               | Châtillon-sur-Seine Laignes                                                                                     | Montbard                                         | Pays Châtillonnais                          |
| 21337      | 21760          | Lamarche-sur-Saône                       | 1375                             | 33,96         | 40               | Auxonne Pontailler-sur-Saône                                                                                    | Dijon                                            | Auxonne Pontailler Val de Saône             |
| 21338      | 21440          | Lamargelle                               | 145                              | 25,75         | 6                | Is-sur-Tille Saint-Seine-l’Abbaye                                                                               | Dijon                                            | Forêts, Seine et Suzon                      |
| 21339      | 21370          | Lantenay                                 | 501                              | 17,13         | 30               | Talant Dijon-5                                                                                                  | Dijon                                            | Ouche et Montagne                           |
| 21340      | 21250          | Lanthes                                  | 255                              | 9,79          | 26               | Brazey-en-Plaine Seurre                                                                                         | Beaune                                           | Rives de Saône                              |
| 21341      | 21140          | Lantilly                                 | 99                               | 9,26          | 11               | Semur-en-Auxois                                                                                                 | Montbard                                         | Terres d’Auxois                             |
| 21342      | 21170          | Laperrière-sur-Saône                     | 429                              | 11,17         | 39               | Brazey-en-Plaine Saint-Jean-de-Losne                                                                            | Beaune                                           | Rives de Saône                              |
| 21343      | 21330          | Larrey                                   | 96                               | 18,51         | 5                | Châtillon-sur-Seine Laignes                                                                                     | Montbard                                         | Pays Châtillonnais                          |
| 21264      | 21230          | Le Fête                                  | 45                               | 3,11          | 14               | Arnay-le-Duc | Beaune                                           | Pays Arnay Liernais                         |
| 21400      | 21580          | Le Meix                                  | 43                               | 10,61         | 5                | Is-sur-Tille Grancey-le-Château-Neuvelle                                                                        | Dijon                                            | Tille et Venelle                            |
| 21344      | 21250          | Lechâtelet                               | 233                              | 3,64          | 59               | Brazey-en-Plaine Seurre                                                                                         | Beaune                                           | Rives de Saône                              |
| 21345      | 21440          | Léry                                     | 203                              | 14,62         | 13               | Is-sur-Tille Saint-Seine-l’Abbaye                                                                               | Dijon                                            | Forêts, Seine et Suzon                      |
| 21303      | 21520          | Les Goulles                              | 17                               | 8,93          | 1                | Châtillon-sur-Seine Montigny-sur-Aube                                                                           | Montbard                                         | Pays Châtillonnais                          |
| 21371      | 21130          | Les Maillys                              | 797                              | 29,79         | 27               | Auxonne | Dijon                                            | Auxonne Pontailler Val de Saône             |
| 21346      | 21290          | Leuglay                                  | 294                              | 24,56         | 12               | Châtillon-sur-Seine Recey-sur-Ource                                                                             | Montbard                                         | Pays Châtillonnais                          |
| 21272      | 21140          | Le Val-Larrey                            | 272                              | 20,02         | 13               | Semur-en-Auxois                                                                                                 | Montbard                                         | Terres d’Auxois                             |
| 21347      | 21200          | Levernois                                | 364                              | 3,73          | 90               | Ladoix-Serrigny Beaune-Sud                                                                                      | Beaune                                           | Beaune Côte et Sud                          |
| 21348      | 21610          | Licey-sur-Vingeanne                      | 100                              | 3,39          | 30               | Saint-Apollinaire Fontaine-Française                                                                            | Dijon                                            | Mirebellois et Fontenois                    |
| 21349      | 21430          | Liernais                                 | 485                              | 28,53         | 17               | Arnay-le-Duc Liernais                                                                                           | Beaune                                           | Pays Arnay Liernais                         |
| 21350      | 21520          | Lignerolles                              | 57                               | 13,54         | 4                | Châtillon-sur-Seine Montigny-sur-Aube                                                                           | Montbard                                         | Pays Châtillonnais                          |
| 21351      | 21110          | Longchamp                                | 1168                             | 16,23         | 72               | Genlis | Dijon                                            | Plaine Dijonnaise                           |
| 21352      | 21110          | Longeault-Pluvault                       | 1154                             | 4,70          | 242              | Genlis | Dijon                                            | Plaine Dijonnaise                           |
| 21353      | 21110          | Longecourt-en-Plaine                     | 1185                             | 10,01         | 124              | Genlis | Dijon                                            | Plaine Dijonnaise                           |
| 21354      | 21230          | Longecourt-lès-Culêtre                   | 55                               | 4,43          | 12               | Arnay-le-Duc | Beaune                                           | Pays Arnay Liernais                         |
| 21355      | 21600          | Longvic                                  | 8787                             | 10,56         | 809              | Longvic Chenôve                                                                                                 | Dijon                                            | Dijon Métropole                             |
| 21356      | 21170          | Losne                                    | 1712                             | 22,61         | 71               | Brazey-en-Plaine Saint-Jean-de-Losne                                                                            | Beaune                                           | Rives de Saône                              |
| 21357      | 21520          | Louesme                                  | 113                              | 18,92         | 6                | Châtillon-sur-Seine Montigny-sur-Aube                                                                           | Montbard                                         | Pays Châtillonnais                          |
| 21358      | 21150          | Lucenay-le-Duc                           | 197                              | 28,81         | 6                | Montbard | Montbard                                         | Montbardois                                 |
| 21359      | 21290          | Lucey                                    | 56                               | 18,68         | 3                | Châtillon-sur-Seine Recey-sur-Ource                                                                             | Montbard                                         | Pays Châtillonnais                          |
| 21360      | 21360          | Lusigny-sur-Ouche                        | 116                              | 10,07         | 12               | Arnay-le-Duc Bligny-sur-Ouche                                                                                   | Beaune                                           | Pouilly-en-Auxois Bligny-sur-Ouche          |
| 21361      | 21120          | Lux                                      | 512                              | 23,10         | 22               | Is-sur-Tille | Dijon                                            | Vallées de la Tille et de l’Ignon           |
| 21362      | 21320          | Maconge                                  | 134                              | 6,27          | 21               | Arnay-le-Duc Pouilly-en-Auxois                                                                                  | Beaune                                           | Pouilly-en-Auxois Bligny-sur-Ouche          |
| 21363      | 21230          | Magnien                                  | 318                              | 24,43         | 13               | Arnay-le-Duc | Beaune                                           | Pays Arnay Liernais                         |
| 21364      | 21450          | Magny-Lambert                            | 85                               | 12,78         | 6                | Châtillon-sur-Seine Baigneux-les-Juifs                                                                          | Montbard                                         | Pays Châtillonnais                          |
| 21365      | 21140          | Magny-la-Ville                           | 74                               | 3,69          | 21               | Semur-en-Auxois                                                                                                 | Montbard                                         | Terres d’Auxois                             |
| 21366      | 21170          | Magny-lès-Aubigny                        | 220                              | 6,99          | 31               | Brazey-en-Plaine Saint-Jean-de-Losne                                                                            | Beaune                                           | Rives de Saône                              |
| 21368      | 21700          | Magny-lès-Villers                        | 233                              | 3,83          | 64               | Nuits-Saint-Georges                                                                                             | Beaune                                           | Gevrey-Chambertin et de Nuits-Saint-Georges |
| 21367      | 21130          | Magny-Montarlot                          | 261                              | 5,94          | 44               | Auxonne | Dijon                                            | Auxonne Pontailler Val de Saône             |
| 21369      | 21310          | Magny-Saint-Médard                       | 339                              | 10,87         | 29               | Saint-Apollinaire Mirebeau-sur-Bèze                                                                             | Dijon                                            | Mirebellois et Fontenois                    |
| 21370      | 21110          | Magny-sur-Tille                          | 872                              | 10,56         | 85               | Chevigny-Saint-Sauveur Genlis                                                                                   | Dijon                                            | Dijon Métropole                             |
| 21372      | 21400          | Maisey-le-Duc                            | 75                               | 12,67         | 7                | Châtillon-sur-Seine                                                                                             | Montbard                                         | Pays Châtillonnais                          |
| 21373      | 21410          | Mâlain                                   | 782                              | 11,24         | 70               | Talant Sombernon                                                                                                | Dijon                                            | Ouche et Montagne                           |
| 21374      | 21230          | Maligny                                  | 175                              | 16,72         | 11               | Arnay-le-Duc | Beaune                                           | Pays Arnay Liernais                         |
| 21375      | 21430          | Manlay                                   | 199                              | 19,03         | 10               | Arnay-le-Duc Liernais                                                                                           | Beaune                                           | Pays Arnay Liernais                         |
| 21376      | 21270          | Marandeuil                               | 97                               | 4,55          | 23               | Auxonne Pontailler-sur-Saône                                                                                    | Dijon                                            | Auxonne Pontailler Val de Saône             |
| 21377      | 21350          | Marcellois                               | 45                               | 3,66          | 13               | Semur-en-Auxois Vitteaux                                                                                        | Montbard                                         | Terres d’Auxois                             |
| 21378      | 21330          | Marcenay                                 | 98                               | 9,49          | 10               | Châtillon-sur-Seine Laignes                                                                                     | Montbard                                         | Pays Châtillonnais                          |
| 21379      | 21430          | Marcheseuil                              | 151                              | 17,44         | 9                | Arnay-le-Duc Liernais                                                                                           | Beaune                                           | Pays Arnay Liernais                         |
| 21380      | 21390          | Marcigny-sous-Thil                       | 55                               | 4,97          | 11               | Semur-en-Auxois Précy-sous-Thil                                                                                 | Montbard                                         | Terres d’Auxois                             |
| 21381      | 21350          | Marcilly-et-Dracy                        | 86                               | 8,65          | 11               | Semur-en-Auxois Vitteaux                                                                                        | Montbard                                         | Terres d’Auxois                             |
| 21382      | 21320          | Marcilly-Ogny                            | 192                              | 17,87         | 11               | Arnay-le-Duc Pouilly-en-Auxois                                                                                  | Beaune                                           | Pouilly-en-Auxois Bligny-sur-Ouche          |
| 21383      | 21120          | Marcilly-sur-Tille                       | 1734                             | 7,27          | 232              | Is-sur-Tille | Dijon                                            | Vallées de la Tille et de l’Ignon           |
| 21384      | 21700          | Marey-lès-Fussey                         | 84                               | 3,97          | 14               | Nuits-Saint-Georges                                                                                             | Beaune                                           | Gevrey-Chambertin et de Nuits-Saint-Georges |
| 21385      | 21120          | Marey-sur-Tille                          | 330                              | 30,15         | 11               | Is-sur-Tille | Dijon                                            | Vallées de la Tille et de l’Ignon           |
| 21386      | 21150          | Marigny-le-Cahouët                       | 312                              | 19,28         | 17               | Montbard Venarey-les-Laumes                                                                                     | Montbard                                         | Pays d’Alésia et de la Seine                |
| 21387      | 21200          | Marigny-lès-Reullée                      | 214                              | 10,02         | 22               | Ladoix-Serrigny Beaune-Sud                                                                                      | Beaune                                           | Beaune Côte et Sud                          |
| 21388      | 21110          | Marliens                                 | 614                              | 4,35          | 137              | Genlis | Dijon                                            | Plaine Dijonnaise                           |
| 21389      | 21500          | Marmagne                                 | 197                              | 12,89         | 16               | Montbard | Montbard                                         | Montbardois                                 |
| 21390      | 21160          | Marsannay-la-Côte                        | 5440                             | 12,85         | 413              | Chenôve | Dijon                                            | Dijon Métropole                             |
| 21391      | 21380          | Marsannay-le-Bois                        | 842                              | 11,94         | 71               | Is-sur-Tille | Dijon                                            | Vallées de la Tille et de l’Ignon           |
| 21392      | 21320          | Martrois                                 | 61                               | 7,59          | 8                | Arnay-le-Duc Pouilly-en-Auxois                                                                                  | Beaune                                           | Pouilly-en-Auxois Bligny-sur-Ouche          |
| 21393      | 21400          | Massingy                                 | 172                              | 9,49          | 16               | Châtillon-sur-Seine                                                                                             | Montbard                                         | Pays Châtillonnais                          |
| 21394      | 21140          | Massingy-lès-Semur                       | 152                              | 8,43          | 19               | Semur-en-Auxois                                                                                                 | Montbard                                         | Terres d’Auxois                             |
| 21395      | 21350          | Massingy-lès-Vitteaux                    | 92                               | 9,27          | 10               | Semur-en-Auxois Vitteaux                                                                                        | Montbard                                         | Terres d’Auxois                             |
| 21396      | 21510          | Mauvilly                                 | 65                               | 15,31         | 5                | Châtillon-sur-Seine Aignay-le-Duc                                                                               | Montbard                                         | Pays Châtillonnais                          |
| 21397      | 21190          | Mavilly-Mandelot                         | 173                              | 9,80          | 18               | Ladoix-Serrigny Beaune-Nord                                                                                     | Beaune                                           | Beaune Côte et Sud                          |
| 21398      | 21270          | Maxilly-sur-Saône                        | 367                              | 7,87          | 46               | Auxonne Pontailler-sur-Saône                                                                                    | Dijon                                            | Auxonne Pontailler Val de Saône             |
| 21399      | 21320          | Meilly-sur-Rouvres                       | 231                              | 14,91         | 14               | Arnay-le-Duc Pouilly-en-Auxois                                                                                  | Beaune                                           | Pouilly-en-Auxois Bligny-sur-Ouche          |
| 21401      | 21190          | Meloisey                                 | 321                              | 12,27         | 26               | Ladoix-Serrigny Beaune-Nord                                                                                     | Beaune                                           | Beaune Côte et Sud                          |
| 21402      | 21290          | Menesble                                 | 16                               | 5,51          | 2                | Châtillon-sur-Seine Recey-sur-Ource                                                                             | Montbard                                         | Pays Châtillonnais                          |
| 21403      | 21430          | Ménessaire                               | 79                               | 14,91         | 6                | Arnay-le-Duc Liernais                                                                                           | Beaune                                           | Pays Arnay Liernais                         |
| 21404      | 21150          | Ménétreux-le-Pitois                      | 393                              | 6,62          | 63               | Montbard Venarey-les-Laumes                                                                                     | Montbard                                         | Pays d’Alésia et de la Seine                |
| 21405      | 21190          | Merceuil                                 | 814                              | 13,80         | 58               | Ladoix-Serrigny Beaune-Sud                                                                                      | Beaune                                           | Beaune Côte et Sud                          |
| 21406      | 21540          | Mesmont                                  | 253                              | 6,37          | 39               | Talant Sombernon                                                                                                | Dijon                                            | Ouche et Montagne                           |
| 21407      | 21220          | Messanges                                | 248                              | 3,05          | 77               | Longvic Gevrey-Chambertin                                                                                       | Beaune Dijon                                     | Gevrey-Chambertin et de Nuits-Saint-Georges |
| 21408      | 21380          | Messigny-et-Vantoux                      | 1694                             | 33,92         | 50               | Fontaine-lès-Dijon                                                                                              | Dijon                                            | Forêts, Seine et Suzon                      |
| 21409      | 21700          | Meuilley                                 | 420                              | 6,10          | 76               | Nuits-Saint-Georges                                                                                             | Beaune                                           | Gevrey-Chambertin et de Nuits-Saint-Georges |
| 21410      | 21510          | Meulson                                  | 28                               | 7,85          | 4                | Châtillon-sur-Seine Aignay-le-Duc                                                                               | Montbard                                         | Pays Châtillonnais                          |
| 21411      | 21200          | Meursanges                               | 591                              | 14,26         | 40               | Ladoix-Serrigny Beaune-Sud                                                                                      | Beaune                                           | Beaune Côte et Sud                          |
| 21412      | 21190          | Meursault                                | 1376                             | 16,22         | 87               | Ladoix-Serrigny Beaune-Nord                                                                                     | Beaune                                           | Beaune Côte et Sud                          |
| 21413      | 21140          | Millery                                  | 417                              | 20,86         | 19               | Semur-en-Auxois                                                                                                 | Montbard                                         | Terres d’Auxois                             |
| 21414      | 21230          | Mimeure                                  | 326                              | 13,83         | 23               | Arnay-le-Duc | Beaune                                           | Pays Arnay Liernais                         |
| 21415      | 21510          | Minot                                    | 188                              | 36,18         | 5                | Châtillon-sur-Seine Aignay-le-Duc                                                                               | Montbard                                         | Pays Châtillonnais                          |
| 21416      | 21310          | Mirebeau-sur-Bèze                        | 1937                             | 22,19         | 90               | Saint-Apollinaire Mirebeau-sur-Bèze                                                                             | Dijon                                            | Mirebellois et Fontenois                    |
| 21417      | 21210          | Missery                                  | 105                              | 9,66          | 11               | Semur-en-Auxois Précy-sous-Thil                                                                                 | Montbard                                         | Terres d’Auxois                             |
| 21418      | 21510          | Moitron                                  | 55                               | 15,38         | 4                | Châtillon-sur-Seine Aignay-le-Duc                                                                               | Montbard                                         | Pays Châtillonnais                          |
| 21419      | 21330          | Molesme                                  | 274                              | 28,42         | 9                | Châtillon-sur-Seine Laignes                                                                                     | Montbard                                         | Pays Châtillonnais                          |
| 21420      | 21340          | Molinot                                  | 166                              | 12,68         | 13               | Arnay-le-Duc Nolay                                                                                              | Beaune                                           | Beaune Côte et Sud                          |
| 21421      | 21120          | Moloy                                    | 235                              | 19,23         | 12               | Is-sur-Tille | Dijon                                            | Vallées de la Tille et de l’Ignon           |
| 21422      | 21210          | Molphey                                  | 130                              | 7,58          | 17               | Semur-en-Auxois Saulieu                                                                                         | Montbard                                         | Saulieu-Morvan                              |
| 21423      | 21200          | Montagny-lès-Beaune                      | 772                              | 6,04          | 124              | Ladoix-Serrigny Beaune-Sud                                                                                      | Beaune                                           | Beaune Côte et Sud                          |
| 21424      | 21250          | Montagny-lès-Seurre                      | 115                              | 7,16          | 16               | Brazey-en-Plaine Saint-Jean-de-Losne                                                                            | Beaune                                           | Rives de Saône                              |
| 21425      | 21500          | Montbard                                 | 4751                             | 46,37         | 105              | Montbard | Montbard                                         | Montbardois                                 |
| 21426      | 21460          | Montberthault                            | 217                              | 12,12         | 17               | Semur-en-Auxois                                                                                                 | Montbard                                         | Terres d’Auxois                             |
| 21427      | 21360          | Montceau-et-Écharnant                    | 179                              | 18,58         | 10               | Arnay-le-Duc Bligny-sur-Ouche                                                                                   | Beaune                                           | Pouilly-en-Auxois Bligny-sur-Ouche          |
| 21428      | 21190          | Monthelie                                | 146                              | 3,14          | 53               | Ladoix-Serrigny Beaune-Nord                                                                                     | Beaune                                           | Beaune Côte et Sud                          |
| 21429      | 21500          | Montigny-Montfort                        | 277                              | 17,13         | 17               | Montbard | Montbard                                         | Montbardois                                 |
| 21433      | 21610          | Montigny-Mornay-Villeneuve-sur-Vingeanne | 384                              | 30,83         | 13               | Saint-Apollinaire Fontaine-Française                                                                            | Dijon                                            | Mirebellois et Fontenois                    |
| 21430      | 21390          | Montigny-Saint-Barthélemy                | 82                               | 6,20          | 14               | Semur-en-Auxois Précy-sous-Thil                                                                                 | Montbard                                         | Terres d’Auxois                             |
| 21431      | 21140          | Montigny-sur-Armançon                    | 157                              | 8,12          | 18               | Semur-en-Auxois                                                                                                 | Montbard                                         | Terres d’Auxois                             |
| 21432      | 21520          | Montigny-sur-Aube                        | 255                              | 19,50         | 13               | Châtillon-sur-Seine Montigny-sur-Aube                                                                           | Montbard                                         | Pays Châtillonnais                          |
| 21434      | 21210          | Montlay-en-Auxois                        | 195                              | 17,36         | 11               | Semur-en-Auxois Saulieu                                                                                         | Montbard                                         | Terres d’Auxois                             |
| 21435      | 21400          | Montliot-et-Courcelles                   | 292                              | 8,65          | 35               | Châtillon-sur-Seine                                                                                             | Montbard                                         | Pays Châtillonnais                          |
| 21436      | 21250          | Montmain                                 | 139                              | 9,07          | 17               | Brazey-en-Plaine Seurre                                                                                         | Beaune                                           | Rives de Saône                              |
| 21437      | 21270          | Montmançon                               | 242                              | 8,99          | 27               | Auxonne Pontailler-sur-Saône                                                                                    | Dijon                                            | Auxonne Pontailler Val de Saône             |
| 21438      | 21290          | Montmoyen                                | 72                               | 19,20         | 4                | Châtillon-sur-Seine Recey-sur-Ource                                                                             | Montbard                                         | Pays Châtillonnais                          |
| 21439      | 21540          | Montoillot                               | 94                               | 7,71          | 11               | Talant Sombernon                                                                                                | Dijon                                            | Ouche et Montagne                           |
| 21440      | 21170          | Montot                                   | 205                              | 7,51          | 26               | Brazey-en-Plaine Saint-Jean-de-Losne                                                                            | Beaune                                           | Rives de Saône                              |
| 21441      | 21320          | Mont-Saint-Jean                          | 257                              | 27,66         | 9                | Arnay-le-Duc Pouilly-en-Auxois                                                                                  | Beaune                                           | Pouilly-en-Auxois Bligny-sur-Ouche          |
| 21442      | 21220          | Morey-Saint-Denis                        | 621                              | 7,83          | 85               | Longvic Gevrey-Chambertin                                                                                       | Beaune Dijon                                     | Gevrey-Chambertin et de Nuits-Saint-Georges |
| 21444      | 21400          | Mosson                                   | 68                               | 7,41          | 9                | Châtillon-sur-Seine                                                                                             | Montbard                                         | Pays Châtillonnais                          |
| 21446      | 21500          | Moutiers-Saint-Jean                      | 255                              | 4,96          | 53               | Montbard | Montbard                                         | Montbardois                                 |
| 21447      | 21230          | Musigny                                  | 91                               | 6,11          | 13               | Arnay-le-Duc | Beaune                                           | Pays Arnay Liernais                         |
| 21448      | 21150          | Mussy-la-Fosse                           | 95                               | 4,45          | 20               | Montbard Venarey-les-Laumes                                                                                     | Montbard                                         | Pays d’Alésia et de la Seine                |
| 21449      | 21390          | Nan-sous-Thil                            | 169                              | 10,99         | 17               | Semur-en-Auxois Précy-sous-Thil                                                                                 | Montbard                                         | Terres d’Auxois                             |
| 21450      | 21190          | Nantoux                                  | 168                              | 6,58          | 25               | Ladoix-Serrigny Beaune-Nord                                                                                     | Beaune                                           | Beaune Côte et Sud                          |
| 21451      | 21330          | Nesle-et-Massoult                        | 79                               | 23,38         | 3                | Montbard Laignes                                                                                                | Montbard                                         | Montbardois                                 |
| 21452      | 21800          | Neuilly-Crimolois                        | 3430                             | 8,21          | 370              | Chevigny-Saint-Sauveur                                                                                          | Dijon                                            | Dijon Métropole                             |
| 21454      | 21330          | Nicey                                    | 108                              | 23,86         | 5                | Châtillon-sur-Seine Laignes                                                                                     | Montbard                                         | Pays Châtillonnais                          |
| 21455      | 21400          | Nod-sur-Seine                            | 206                              | 24,86         | 8                | Châtillon-sur-Seine                                                                                             | Montbard                                         | Pays Châtillonnais                          |
| 21456      | 21500          | Nogent-lès-Montbard                      | 153                              | 6,45          | 24               | Montbard | Montbard                                         | Montbardois                                 |
| 21457      | 21390          | Noidan                                   | 87                               | 7,87          | 9                | Semur-en-Auxois Précy-sous-Thil                                                                                 | Montbard                                         | Terres d’Auxois                             |
| 21458      | 21910          | Noiron-sous-Gevrey                       | 1143                             | 6,56          | 176              | Nuits-Saint-Georges Gevrey-Chambertin                                                                           | Beaune Dijon                                     | Gevrey-Chambertin et de Nuits-Saint-Georges |
| 21459      | 21310          | Noiron-sur-Bèze                          | 228                              | 11,80         | 20               | Saint-Apollinaire Mirebeau-sur-Bèze                                                                             | Dijon                                            | Mirebellois et Fontenois                    |
| 21460      | 21400          | Noiron-sur-Seine                         | 59                               | 11,38         | 6                | Châtillon-sur-Seine                                                                                             | Montbard                                         | Pays Châtillonnais                          |
| 21461      | 21340          | Nolay                                    | 1419                             | 14,30         | 100              | Arnay-le-Duc Nolay                                                                                              | Beaune                                           | Beaune Côte et Sud                          |
| 21462      | 21490          | Norges-la-Ville                          | 946                              | 11,00         | 86               | Fontaine-lès-Dijon                                                                                              | Dijon                                            | Norge et Tille                              |
| 21463      | 21390          | Normier                                  | 64                               | 5,10          | 11               | Semur-en-Auxois Précy-sous-Thil                                                                                 | Montbard                                         | Terres d’Auxois                             |
| 21464      | 21700          | Nuits-Saint-Georges                      | 5263                             | 20,50         | 262              | Nuits-Saint-Georges                                                                                             | Beaune                                           | Gevrey-Chambertin et de Nuits-Saint-Georges |
| 21465      | 21400          | Obtrée                                   | 80                               | 5,17          | 15               | Châtillon-sur-Seine                                                                                             | Montbard                                         | Pays Châtillonnais                          |
| 21466      | 21450          | Oigny                                    | 40                               | 14,84         | 3                | Châtillon-sur-Seine Baigneux-les-Juifs                                                                          | Montbard                                         | Pays Châtillonnais                          |
| 21467      | 21310          | Oisilly                                  | 125                              | 5,97          | 21               | Saint-Apollinaire Mirebeau-sur-Bèze                                                                             | Dijon                                            | Mirebellois et Fontenois                    |
| 21468      | 21610          | Orain                                    | 89                               | 13,67         | 6                | Saint-Apollinaire Fontaine-Française                                                                            | Dijon                                            | Mirebellois et Fontenois                    |
| 21469      | 21490          | Orgeux                                   | 459                              | 4,75          | 97               | Fontaine-lès-Dijon Dijon-1                                                                                      | Dijon                                            | Norge et Tille                              |
| 21470      | 21510          | Origny                                   | 53                               | 5,16          | 10               | Châtillon-sur-Seine Aignay-le-Duc                                                                               | Montbard                                         | Pays Châtillonnais                          |
| 21471      | 21450          | Orret                                    | 12                               | 11,37         | 1                | Châtillon-sur-Seine Baigneux-les-Juifs                                                                          | Montbard                                         | Pays Châtillonnais                          |
| 21472      | 21260          | Orville                                  | 177                              | 2,24          | 76               | Is-sur-Tille Selongey                                                                                           | Dijon                                            | Tille et Venelle                            |
| 21473      | 21600          | Ouges                                    | 1505                             | 12,10         | 133              | Longvic Chenôve                                                                                                 | Dijon                                            | Dijon Métropole                             |
| 21474      | 21250          | Pagny-la-Ville                           | 413                              | 6,73          | 62               | Brazey-en-Plaine Seurre                                                                                         | Beaune                                           | Rives de Saône                              |
| 21475      | 21250          | Pagny-le-Château                         | 485                              | 24,23         | 21               | Brazey-en-Plaine Seurre                                                                                         | Beaune                                           | Rives de Saône                              |
| 21476      | 21360          | Painblanc                                | 169                              | 9,15          | 18               | Arnay-le-Duc Bligny-sur-Ouche                                                                                   | Beaune                                           | Pouilly-en-Auxois Bligny-sur-Ouche          |
| 21477      | 21540          | Panges                                   | 80                               | 6,06          | 14               | Fontaine-lès-Dijon Saint-Seine-l’Abbaye                                                                         | Dijon                                            | Forêts, Seine et Suzon                      |
| 21478      | 21370          | Pasques                                  | 287                              | 20,41         | 14               | Talant Dijon-5                                                                                                  | Dijon                                            | Ouche et Montagne                           |
| 21479      | 21440          | Pellerey                                 | 81                               | 12,44         | 7                | Is-sur-Tille Saint-Seine-l’Abbaye                                                                               | Dijon                                            | Forêts, Seine et Suzon                      |
| 21480      | 21420          | Pernand-Vergelesses                      | 240                              | 5,59          | 42               | Ladoix-Serrigny Beaune-Nord                                                                                     | Beaune                                           | Beaune Côte et Sud                          |
| 21481      | 21160          | Perrigny-lès-Dijon                       | 2321                             | 6,71          | 319              | Longvic Chenôve                                                                                                 | Dijon                                            | Dijon Métropole                             |
| 21482      | 21270          | Perrigny-sur-l’Ognon                     | 645                              | 18,92         | 34               | Auxonne Pontailler-sur-Saône                                                                                    | Dijon                                            | Auxonne Pontailler Val de Saône             |
| 21483      | 21120          | Pichanges                                | 293                              | 10,03         | 29               | Is-sur-Tille | Dijon                                            | Vallées de la Tille et de l’Ignon           |
| 21484      | 21500          | Planay                                   | 62                               | 8,72          | 7                | Montbard Laignes                                                                                                | Montbard                                         | Montbardois                                 |
| 21485      | 21370          | Plombières-lès-Dijon                     | 2508                             | 16,21         | 157              | Talant Fontaine-lès-Dijon                                                                                       | Dijon                                            | Dijon Métropole                             |
| 21487      | 21110          | Pluvet                                   | 431                              | 6,51          | 63               | Genlis | Dijon                                            | Plaine Dijonnaise                           |
| 21488      | 21330          | Poinçon-lès-Larrey                       | 193                              | 10,42         | 18               | Châtillon-sur-Seine Laignes                                                                                     | Montbard                                         | Pays Châtillonnais                          |
| 21489      | 21440          | Poiseul-la-Grange                        | 68                               | 22,89         | 2                | Is-sur-Tille Saint-Seine-l’Abbaye                                                                               | Dijon                                            | Forêts, Seine et Suzon                      |
| 21490      | 21450          | Poiseul-la-Ville-et-Laperrière           | 155                              | 21,64         | 7                | Châtillon-sur-Seine Baigneux-les-Juifs                                                                          | Montbard                                         | Pays Châtillonnais                          |
| 21491      | 21120          | Poiseul-lès-Saulx                        | 75                               | 15,13         | 5                | Is-sur-Tille | Dijon                                            | Vallées de la Tille et de l’Ignon           |
| 21492      | 21630          | Pommard                                  | 444                              | 10,05         | 45               | Ladoix-Serrigny Beaune-Nord                                                                                     | Beaune                                           | Beaune Côte et Sud                          |
| 21493      | 21130          | Poncey-lès-Athée                         | 574                              | 6,53          | 87               | Auxonne | Dijon                                            | Auxonne Pontailler Val de Saône             |
| 21494      | 21440          | Poncey-sur-l’Ignon                       | 82                               | 16,35         | 5                | Is-sur-Tille Saint-Seine-l’Abbaye                                                                               | Dijon                                            | Forêts, Seine et Suzon                      |
| 21495      | 21130          | Pont                                     | 158                              | 3,49          | 44               | Auxonne | Dijon                                            | Auxonne Pontailler Val de Saône             |
| 21496      | 21270          | Pontailler-sur-Saône                     | 1285                             | 13,17         | 99               | Auxonne Pontailler-sur-Saône                                                                                    | Dijon                                            | Auxonne Pontailler Val de Saône             |
| 21497      | 21140          | Pont-et-Massène                          | 182                              | 6,11          | 28               | Semur-en-Auxois                                                                                                 | Montbard                                         | Terres d’Auxois                             |
| 21498      | 21350          | Posanges                                 | 50                               | 5,80          | 8                | Semur-en-Auxois Vitteaux                                                                                        | Montbard                                         | Terres d’Auxois                             |
| 21499      | 21400          | Pothières                                | 193                              | 17,86         | 11               | Châtillon-sur-Seine                                                                                             | Montbard                                         | Pays Châtillonnais                          |
| 21500      | 21150          | Pouillenay                               | 589                              | 15,04         | 37               | Montbard Venarey-les-Laumes                                                                                     | Montbard                                         | Pays d’Alésia et de la Seine                |
| 21501      | 21320          | Pouilly-en-Auxois                        | 1554                             | 10,12         | 152              | Arnay-le-Duc Pouilly-en-Auxois                                                                                  | Beaune                                           | Pouilly-en-Auxois Bligny-sur-Ouche          |
| 21502      | 21250          | Pouilly-sur-Saône                        | 616                              | 5,15          | 117              | Brazey-en-Plaine Seurre                                                                                         | Beaune                                           | Rives de Saône                              |
| 21503      | 21610          | Pouilly-sur-Vingeanne                    | 136                              | 10,56         | 13               | Saint-Apollinaire Fontaine-Française                                                                            | Dijon                                            | Mirebellois et Fontenois                    |
| 21504      | 21410          | Prâlon                                   | 97                               | 3,09          | 29               | Talant Sombernon                                                                                                | Dijon                                            | Ouche et Montagne                           |
| 21505      | 21390          | Précy-sous-Thil                          | 716                              | 8,63          | 82               | Semur-en-Auxois Précy-sous-Thil                                                                                 | Montbard                                         | Terres d’Auxois                             |
| 21506      | 21700          | Premeaux-Prissey                         | 372                              | 9,05          | 41               | Nuits-Saint-Georges                                                                                             | Beaune                                           | Gevrey-Chambertin et de Nuits-Saint-Georges |
| 21508      | 21370          | Prenois                                  | 462                              | 19,16         | 23               | Fontaine-lès-Dijon Dijon-5                                                                                      | Dijon                                            | Forêts, Seine et Suzon                      |
| 21510      | 21400          | Prusly-sur-Ource                         | 160                              | 15,74         | 10               | Châtillon-sur-Seine                                                                                             | Montbard                                         | Pays Châtillonnais                          |
| 21511      | 21400          | Puits                                    | 136                              | 20,79         | 6                | Châtillon-sur-Seine Laignes                                                                                     | Montbard                                         | Pays Châtillonnais                          |
| 21512      | 21190          | Puligny-Montrachet                       | 353                              | 7,28          | 53               | Ladoix-Serrigny Nolay                                                                                           | Beaune                                           | Beaune Côte et Sud                          |
| 21514      | 21510          | Quemigny-sur-Seine                       | 95                               | 21,34         | 5                | Châtillon-sur-Seine Aignay-le-Duc                                                                               | Montbard                                         | Pays Châtillonnais                          |
| 21515      | 21800          | Quetigny                                 | 8897                             | 8,19          | 1.111            | Chevigny-Saint-Sauveur Dijon-2                                                                                  | Dijon                                            | Dijon Métropole                             |
| 21516      | 21500          | Quincerot                                | 78                               | 4,42          | 17               | Montbard | Montbard                                         | Montbardois                                 |
| 21517      | 21700          | Quincey                                  | 499                              | 5,57          | 91               | Nuits-Saint-Georges                                                                                             | Beaune                                           | Gevrey-Chambertin et de Nuits-Saint-Georges |
| 21518      | 21500          | Quincy-le-Vicomte                        | 207                              | 19,03         | 11               | Montbard | Montbard                                         | Montbardois                                 |
| 21519      | 21290          | Recey-sur-Ource                          | 338                              | 26,69         | 13               | Châtillon-sur-Seine Recey-sur-Ource                                                                             | Montbard                                         | Pays Châtillonnais                          |
| 21520      | 21540          | Remilly-en-Montagne                      | 154                              | 8,47          | 18               | Talant Sombernon                                                                                                | Dijon                                            | Ouche et Montagne                           |
| 21521      | 21560          | Remilly-sur-Tille                        | 979                              | 9,80          | 91               | Saint-Apollinaire Dijon-2                                                                                       | Dijon                                            | Norge et Tille                              |
| 21522      | 21310          | Renève                                   | 482                              | 14,40         | 31               | Saint-Apollinaire Mirebeau-sur-Bèze                                                                             | Dijon                                            | Mirebellois et Fontenois                    |
| 21523      | 21220          | Reulle-Vergy                             | 163                              | 6,13          | 24               | Longvic Gevrey-Chambertin                                                                                       | Beaune Dijon                                     | Gevrey-Chambertin et de Nuits-Saint-Georges |
| 21524      | 21570          | Riel-les-Eaux                            | 93                               | 25,77         | 4                | Châtillon-sur-Seine Montigny-sur-Aube                                                                           | Montbard                                         | Pays Châtillonnais                          |
| 21526      | 21510          | Rochefort-sur-Brévon                     | 42                               | 11,98         | 3                | Châtillon-sur-Seine Aignay-le-Duc                                                                               | Montbard                                         | Pays Châtillonnais                          |
| 21529      | 21390          | Roilly                                   | 52                               | 4,51          | 11               | Semur-en-Auxois Précy-sous-Thil                                                                                 | Montbard                                         | Terres d’Auxois                             |
| 21530      | 21500          | Rougemont                                | 144                              | 9,52          | 16               | Montbard | Montbard                                         | Montbardois                                 |
| 21531      | 21530          | Rouvray                                  | 503                              | 9,48          | 51               | Semur-en-Auxois Saulieu                                                                                         | Montbard                                         | Saulieu-Morvan                              |
| 21532      | 21110          | Rouvres-en-Plaine                        | 1254                             | 14,65         | 79               | Genlis | Dijon                                            | Plaine Dijonnaise                           |
| 21533      | 21320          | Rouvres-sous-Meilly                      | 85                               | 4,43          | 20               | Arnay-le-Duc Pouilly-en-Auxois                                                                                  | Beaune                                           | Pouilly-en-Auxois Bligny-sur-Ouche          |
| 21534      | 21200          | Ruffey-lès-Beaune                        | 742                              | 15,44         | 47               | Ladoix-Serrigny Beaune-Sud                                                                                      | Beaune                                           | Beaune Côte et Sud                          |
| 21535      | 21490          | Ruffey-lès-Echirey                       | 1404                             | 11,12         | 119              | Fontaine-lès-Dijon Dijon-1                                                                                      | Dijon                                            | Norge et Tille                              |
| 21536      | 21260          | Sacquenay                                | 287                              | 22,13         | 13               | Is-sur-Tille Selongey                                                                                           | Dijon                                            | Tille et Venelle                            |
| 21537      | 21350          | Saffres                                  | 120                              | 12,43         | 9                | Semur-en-Auxois Vitteaux                                                                                        | Montbard                                         | Terres d’Auxois                             |
| 21538      | 21530          | Saint-Andeux                             | 118                              | 11,84         | 10               | Semur-en-Auxois Saulieu                                                                                         | Montbard                                         | Saulieu-Morvan                              |
| 21539      | 21540          | Saint-Anthot                             | 63                               | 4,11          | 14               | Talant Sombernon                                                                                                | Dijon                                            | Ouche et Montagne                           |
| 21540      | 21850          | Saint-Apollinaire                        | 7517                             | 10,24         | 737              | Saint-Apollinaire Dijon-1                                                                                       | Dijon                                            | Dijon Métropole                             |
| 21541      | 21190          | Saint-Aubin                              | 195                              | 9,42          | 23               | Ladoix-Serrigny Nolay                                                                                           | Beaune                                           | Beaune Côte et Sud                          |
| 21542      | 21700          | Saint-Bernard                            | 460                              | 3,69          | 122              | Nuits-Saint-Georges                                                                                             | Beaune                                           | Gevrey-Chambertin et de Nuits-Saint-Georges |
| 21543      | 21290          | Saint-Broing-les-Moines                  | 184                              | 20,09         | 10               | Châtillon-sur-Seine Recey-sur-Ource                                                                             | Montbard                                         | Pays Châtillonnais                          |
| 21546      | 21210          | Saint-Didier                             | 199                              | 21,14         | 10               | Semur-en-Auxois Saulieu                                                                                         | Montbard                                         | Saulieu-Morvan                              |
| 21544      | 21350          | Sainte-Colombe-en-Auxois                 | 52                               | 6,29          | 9                | Semur-en-Auxois Vitteaux                                                                                        | Montbard                                         | Terres d’Auxois                             |
| 21545      | 21400          | Sainte-Colombe-sur-Seine                 | 919                              | 16,16         | 57               | Châtillon-sur-Seine                                                                                             | Montbard                                         | Pays Châtillonnais                          |
| 21558      | 21200          | Sainte-Marie-la-Blanche                  | 917                              | 6,79          | 133              | Ladoix-Serrigny Beaune-Sud                                                                                      | Beaune                                           | Beaune Côte et Sud                          |
| 21559      | 21410          | Sainte-Marie-sur-Ouche                   | 701                              | 8,25          | 84               | Talant Sombernon                                                                                                | Dijon                                            | Ouche et Montagne                           |
| 21570      | 21320          | Sainte-Sabine                            | 172                              | 8,41          | 20               | Arnay-le-Duc Pouilly-en-Auxois                                                                                  | Beaune                                           | Pouilly-en-Auxois Bligny-sur-Ouche          |
| 21547      | 21140          | Saint-Euphrône                           | 223                              | 11,04         | 18               | Semur-en-Auxois                                                                                                 | Montbard                                         | Terres d’Auxois                             |
| 21548      | 21530          | Saint-Germain-de-Modéon                  | 174                              | 16,31         | 11               | Semur-en-Auxois Saulieu                                                                                         | Montbard                                         | Saulieu-Morvan                              |
| 21549      | 21510          | Saint-Germain-le-Rocheux                 | 83                               | 7,66          | 11               | Châtillon-sur-Seine Aignay-le-Duc                                                                               | Montbard                                         | Pays Châtillonnais                          |
| 21550      | 21500          | Saint-Germain-lès-Senailly               | 113                              | 4,98          | 26               | Montbard | Montbard                                         | Montbardois                                 |
| 21552      | 21690          | Saint-Hélier                             | 36                               | 3,93          | 9                | Semur-en-Auxois Vitteaux                                                                                        | Montbard                                         | Terres d’Auxois                             |
| 21553      | 21410          | Saint-Jean-de-Bœuf                       | 103                              | 12,26         | 9                | Talant Sombernon                                                                                                | Dijon                                            | Ouche et Montagne                           |
| 21554      | 21170          | Saint-Jean-de-Losne                      | 1001                             | 0,58          | 1.833            | Brazey-en-Plaine Saint-Jean-de-Losne                                                                            | Beaune                                           | Rives de Saône                              |
| 21555      | 21490          | Saint-Julien                             | 1749                             | 16,43         | 91               | Fontaine-lès-Dijon Dijon-1                                                                                      | Dijon                                            | Norge et Tille                              |
| 21556      | 21270          | Saint-Léger-Triey                        | 250                              | 10,46         | 23               | Auxonne Pontailler-sur-Saône                                                                                    | Dijon                                            | Auxonne Pontailler Val de Saône             |
| 21557      | 21450          | Saint-Marc-sur-Seine                     | 111                              | 8,40          | 13               | Châtillon-sur-Seine Baigneux-les-Juifs                                                                          | Montbard                                         | Pays Châtillonnais                          |
| 21560      | 21210          | Saint-Martin-de-la-Mer                   | 279                              | 23,22         | 13               | Arnay-le-Duc Liernais                                                                                           | Beaune                                           | Pays Arnay Liernais                         |
| 21561      | 21440          | Saint-Martin-du-Mont                     | 464                              | 37,84         | 12               | Fontaine-lès-Dijon Saint-Seine-l’Abbaye                                                                         | Dijon                                            | Forêts, Seine et Suzon                      |
| 21562      | 21610          | Saint-Maurice-sur-Vingeanne              | 198                              | 17,38         | 11               | Saint-Apollinaire Fontaine-Française                                                                            | Dijon                                            | Mirebellois et Fontenois                    |
| 21563      | 21540          | Saint-Mesmin                             | 111                              | 17,62         | 7                | Semur-en-Auxois Vitteaux                                                                                        | Montbard                                         | Terres d’Auxois                             |
| 21564      | 21700          | Saint-Nicolas-lès-Cîteaux                | 390                              | 28,93         | 14               | Nuits-Saint-Georges                                                                                             | Beaune                                           | Gevrey-Chambertin et de Nuits-Saint-Georges |
| 21565      | 21220          | Saint-Philibert                          | 542                              | 4,72          | 108              | Nuits-Saint-Georges Gevrey-Chambertin                                                                           | Beaune Dijon                                     | Gevrey-Chambertin et de Nuits-Saint-Georges |
| 21566      | 21230          | Saint-Pierre-en-Vaux                     | 139                              | 10,86         | 13               | Arnay-le-Duc | Beaune                                           | Pays Arnay Liernais                         |
| 21567      | 21230          | Saint-Prix-lès-Arnay                     | 203                              | 11,29         | 19               | Arnay-le-Duc | Beaune                                           | Pays Arnay Liernais                         |
| 21568      | 21500          | Saint-Rémy                               | 678                              | 13,82         | 50               | Montbard | Montbard                                         | Montbardois                                 |
| 21569      | 21190          | Saint-Romain                             | 200                              | 19,65         | 11               | Ladoix-Serrigny Nolay                                                                                           | Beaune                                           | Beaune Côte et Sud                          |
| 21571      | 21270          | Saint-Sauveur                            | 228                              | 9,38          | 25               | Auxonne Pontailler-sur-Saône                                                                                    | Dijon                                            | Auxonne Pontailler Val de Saône             |
| 21572      | 21130          | Saint-Seine-en-Bâche                     | 407                              | 8,38          | 48               | Brazey-en-Plaine Saint-Jean-de-Losne                                                                            | Beaune                                           | Rives de Saône                              |
| 21573      | 21440          | Saint-Seine-l’Abbaye                     | 361                              | 3,84          | 97               | Fontaine-lès-Dijon Saint-Seine-l’Abbaye                                                                         | Dijon                                            | Forêts, Seine et Suzon                      |
| 21574      | 21610          | Saint-Seine-sur-Vingeanne                | 376                              | 18,69         | 21               | Saint-Apollinaire Fontaine-Française                                                                            | Dijon                                            | Mirebellois et Fontenois                    |
| 21575      | 21170          | Saint-Symphorien-sur-Saône               | 322                              | 7,90          | 44               | Brazey-en-Plaine Saint-Jean-de-Losne                                                                            | Beaune                                           | Rives de Saône                              |
| 21576      | 21350          | Saint-Thibault                           | 155                              | 12,35         | 13               | Semur-en-Auxois Vitteaux                                                                                        | Montbard                                         | Terres d’Auxois                             |
| 21577      | 21170          | Saint-Usage                              | 1330                             | 9,36          | 144              | Brazey-en-Plaine Saint-Jean-de-Losne                                                                            | Beaune                                           | Rives de Saône                              |
| 21578      | 21410          | Saint-Victor-sur-Ouche                   | 307                              | 12,77         | 25               | Talant Sombernon                                                                                                | Dijon                                            | Ouche et Montagne                           |
| 21579      | 21580          | Salives                                  | 196                              | 47,85         | 4                | Is-sur-Tille Grancey-le-Château-Neuvelle                                                                        | Dijon                                            | Tille et Venelle                            |
| 21580      | 21690          | Salmaise                                 | 128                              | 13,12         | 10               | Montbard Venarey-les-Laumes                                                                                     | Montbard                                         | Pays d’Alésia et de la Seine                |
| 21581      | 21170          | Samerey                                  | 134                              | 7,02          | 21               | Brazey-en-Plaine Saint-Jean-de-Losne                                                                            | Beaune                                           | Rives de Saône                              |
| 21582      | 21590          | Santenay                                 | 852                              | 10,36         | 88               | Ladoix-Serrigny Nolay                                                                                           | Beaune                                           | Beaune Côte et Sud                          |
| 21583      | 21340          | Santosse                                 | 60                               | 7,93          | 7                | Arnay-le-Duc Nolay                                                                                              | Beaune                                           | Beaune Côte et Sud                          |
| 21584      | 21210          | Saulieu                                  | 2269                             | 32,03         | 74               | Semur-en-Auxois Saulieu                                                                                         | Montbard                                         | Saulieu-Morvan                              |
| 21585      | 21910          | Saulon-la-Chapelle                       | 1030                             | 9,99          | 97               | Nuits-Saint-Georges Gevrey-Chambertin                                                                           | Beaune Dijon                                     | Gevrey-Chambertin et de Nuits-Saint-Georges |
| 21586      | 21910          | Saulon-la-Rue                            | 707                              | 4,53          | 158              | Nuits-Saint-Georges Gevrey-Chambertin                                                                           | Beaune Dijon                                     | Gevrey-Chambertin et de Nuits-Saint-Georges |
| 21587      | 21120          | Saulx-le-Duc                             | 248                              | 29,08         | 8                | Is-sur-Tille | Dijon                                            | Vallées de la Tille et de l’Ignon           |
| 21588      | 21360          | Saussey                                  | 72                               | 8,97          | 8                | Arnay-le-Duc Bligny-sur-Ouche                                                                                   | Beaune                                           | Pouilly-en-Auxois Bligny-sur-Ouche          |
| 21589      | 21380          | Saussy                                   | 100                              | 9,30          | 11               | Fontaine-lès-Dijon Saint-Seine-l’Abbaye                                                                         | Dijon                                            | Forêts, Seine et Suzon                      |
| 21590      | 21420          | Savigny-lès-Beaune                       | 1300                             | 35,98         | 36               | Ladoix-Serrigny Beaune-Nord                                                                                     | Beaune                                           | Beaune Côte et Sud                          |
| 21591      | 21380          | Savigny-le-Sec                           | 883                              | 9,34          | 92               | Fontaine-lès-Dijon                                                                                              | Dijon                                            | Forêts, Seine et Suzon                      |
| 21592      | 21540          | Savigny-sous-Mâlain                      | 233                              | 6,35          | 36               | Talant Sombernon                                                                                                | Dijon                                            | Ouche et Montagne                           |
| 21593      | 21430          | Savilly                                  | 79                               | 8,31          | 10               | Arnay-le-Duc Liernais                                                                                           | Beaune                                           | Pays Arnay Liernais                         |
| 21594      | 21500          | Savoisy                                  | 195                              | 24,77         | 8                | Châtillon-sur-Seine Laignes                                                                                     | Montbard                                         | Pays Châtillonnais                          |
| 21595      | 21310          | Savolles                                 | 146                              | 3,12          | 52               | Saint-Apollinaire Mirebeau-sur-Bèze                                                                             | Dijon                                            | Mirebellois et Fontenois                    |
| 21596      | 21910          | Savouges                                 | 377                              | 3,09          | 125              | Nuits-Saint-Georges Gevrey-Chambertin                                                                           | Beaune Dijon                                     | Gevrey-Chambertin et de Nuits-Saint-Georges |
| 21597      | 21220          | Segrois                                  | 57                               | 2,29          | 23               | Longvic Gevrey-Chambertin                                                                                       | Beaune Dijon                                     | Gevrey-Chambertin et de Nuits-Saint-Georges |
| 21598      | 21150          | Seigny                                   | 153                              | 7,99          | 22               | Montbard | Montbard                                         | Montbardois                                 |
| 21599      | 21260          | Selongey                                 | 2394                             | 46,42         | 52               | Is-sur-Tille Selongey                                                                                           | Dijon                                            | Tille et Venelle                            |
| 21600      | 21320          | Semarey                                  | 130                              | 7,32          | 17               | Arnay-le-Duc Pouilly-en-Auxois                                                                                  | Beaune                                           | Pouilly-en-Auxois Bligny-sur-Ouche          |
| 21601      | 21220          | Semezanges                               | 92                               | 8,14          | 12               | Longvic Gevrey-Chambertin                                                                                       | Beaune Dijon                                     | Gevrey-Chambertin et de Nuits-Saint-Georges |
| 21602      | 21450          | Semond                                   | 31                               | 5,97          | 4                | Châtillon-sur-Seine Baigneux-les-Juifs                                                                          | Montbard                                         | Pays Châtillonnais                          |
| 21603      | 21140          | Semur-en-Auxois                          | 4027                             | 19,14         | 215              | Semur-en-Auxois                                                                                                 | Montbard                                         | Terres d’Auxois                             |
| 21604      | 21500          | Senailly                                 | 132                              | 9,28          | 15               | Montbard | Montbard                                         | Montbardois                                 |
| 21605      | 21800          | Sennecey-lès-Dijon                       | 2125                             | 3,42          | 575              | Chevigny-Saint-Sauveur Dijon-2                                                                                  | Dijon                                            | Dijon Métropole                             |
| 21607      | 21250          | Seurre                                   | 2336                             | 8,99          | 257              | Brazey-en-Plaine Seurre                                                                                         | Beaune                                           | Rives de Saône                              |
| 21608      | 21530          | Sincey-lès-Rouvray                       | 103                              | 8,73          | 11               | Semur-en-Auxois Saulieu                                                                                         | Montbard                                         | Saulieu-Morvan                              |
| 21609      | 21110          | Soirans                                  | 498                              | 4,42          | 112              | Auxonne | Dijon                                            | Auxonne Pontailler Val de Saône             |
| 21610      | 21270          | Soissons-sur-Nacey                       | 357                              | 7,72          | 47               | Auxonne Pontailler-sur-Saône                                                                                    | Dijon                                            | Auxonne Pontailler Val de Saône             |
| 21611      | 21540          | Sombernon                                | 990                              | 13,22         | 69               | Talant Sombernon                                                                                                | Dijon                                            | Ouche et Montagne                           |
| 21612      | 21140          | Souhey                                   | 83                               | 2,77          | 31               | Semur-en-Auxois                                                                                                 | Montbard                                         | Terres d’Auxois                             |
| 21084      | 21690          | Source-Seine                             | 60                               | 16,42         | 4                | Montbard Venarey-les-Laumes                                                                                     | Montbard                                         | Pays d’Alésia et de la Seine                |
| 21613      | 21350          | Soussey-sur-Brionne                      | 158                              | 14,61         | 11               | Semur-en-Auxois Vitteaux                                                                                        | Montbard                                         | Terres d’Auxois                             |
| 21614      | 21120          | Spoy                                     | 391                              | 12,04         | 33               | Is-sur-Tille | Dijon                                            | Vallées de la Tille et de l’Ignon           |
| 21615      | 21430          | Sussey                                   | 244                              | 21,11         | 11               | Arnay-le-Duc Liernais                                                                                           | Beaune                                           | Pays Arnay Liernais                         |
| 21616      | 21190          | Tailly                                   | 200                              | 4,57          | 42               | Ladoix-Serrigny Beaune-Sud                                                                                      | Beaune                                           | Beaune Côte et Sud                          |
| 21617      | 21240          | Talant                                   | 11.986                           | 4,90          | 2.390            | Talant Fontaine-lès-Dijon                                                                                       | Dijon                                            | Dijon Métropole                             |
| 21618      | 21270          | Talmay                                   | 533                              | 22,04         | 26               | Auxonne Pontailler-sur-Saône                                                                                    | Dijon                                            | Auxonne Pontailler Val de Saône             |
| 21619      | 21310          | Tanay                                    | 221                              | 12,65         | 17               | Saint-Apollinaire Mirebeau-sur-Bèze                                                                             | Dijon                                            | Mirebellois et Fontenois                    |
| 21620      | 21120          | Tarsul                                   | 160                              | 9,57          | 17               | Is-sur-Tille | Dijon                                            | Vallées de la Tille et de l’Ignon           |
| 21622      | 21110          | Tart-le-Bas                              | 243                              | 4,66          | 55               | Genlis | Dijon                                            | Plaine Dijonnaise                           |
| 21623      | 21110          | Tart                                     | 1533                             | 13,68         | 115              | Genlis | Dijon                                            | Plaine Dijonnaise                           |
| 21624      | 21270          | Tellecey                                 | 142                              | 5,07          | 28               | Auxonne Pontailler-sur-Saône                                                                                    | Dijon                                            | Auxonne Pontailler Val de Saône             |
| 21625      | 21220          | Ternant                                  | 82                               | 16,35         | 5                | Longvic Gevrey-Chambertin                                                                                       | Beaune Dijon                                     | Gevrey-Chambertin et de Nuits-Saint-Georges |
| 21626      | 21290          | Terrefondrée                             | 65                               | 13,89         | 4                | Châtillon-sur-Seine Recey-sur-Ource                                                                             | Montbard                                         | Pays Châtillonnais                          |
| 21627      | 21150          | Thenissey                                | 91                               | 10,25         | 9                | Montbard Venarey-les-Laumes                                                                                     | Montbard                                         | Pays d’Alésia et de la Seine                |
| 21628      | 21570          | Thoires                                  | 58                               | 10,22         | 6                | Châtillon-sur-Seine Montigny-sur-Aube                                                                           | Montbard                                         | Pays Châtillonnais                          |
| 21629      | 21210          | Thoisy-la-Berchère                       | 305                              | 34,74         | 9                | Semur-en-Auxois Saulieu                                                                                         | Montbard                                         | Saulieu-Morvan                              |
| 21630      | 21320          | Thoisy-le-Désert                         | 215                              | 13,06         | 16               | Arnay-le-Duc Pouilly-en-Auxois                                                                                  | Beaune                                           | Pouilly-en-Auxois Bligny-sur-Ouche          |
| 21631      | 21360          | Thomirey                                 | 56                               | 7,07          | 8                | Arnay-le-Duc Bligny-sur-Ouche                                                                                   | Beaune                                           | Pouilly-en-Auxois Bligny-sur-Ouche          |
| 21632      | 21110          | Thorey-en-Plaine                         | 1134                             | 5,82          | 179              | Genlis | Dijon                                            | Plaine Dijonnaise                           |
| 21633      | 21350          | Thorey-sous-Charny                       | 193                              | 11,54         | 16               | Semur-en-Auxois Vitteaux                                                                                        | Montbard                                         | Terres d’Auxois                             |
| 21634      | 21360          | Thorey-sur-Ouche                         | 141                              | 12,03         | 11               | Arnay-le-Duc Bligny-sur-Ouche                                                                                   | Beaune                                           | Pouilly-en-Auxois Bligny-sur-Ouche          |
| 21635      | 21460          | Thoste                                   | 101                              | 10,84         | 10               | Semur-en-Auxois Précy-sous-Thil                                                                                 | Montbard                                         | Terres d’Auxois                             |
| 21636      | 21340          | Thury                                    | 260                              | 13,27         | 19               | Arnay-le-Duc Nolay                                                                                              | Beaune                                           | Beaune Côte et Sud                          |
| 21637      | 21250          | Tichey                                   | 212                              | 6,88          | 31               | Brazey-en-Plaine Seurre                                                                                         | Beaune                                           | Rives de Saône                              |
| 21638      | 21120          | Til-Châtel                               | 1136                             | 26,37         | 43               | Is-sur-Tille | Dijon                                            | Vallées de la Tille et de l’Ignon           |
| 21639      | 21130          | Tillenay                                 | 744                              | 6,07          | 123              | Auxonne | Dijon                                            | Auxonne Pontailler Val de Saône             |
| 21640      | 21460          | Torcy-et-Pouligny                        | 207                              | 10,31         | 21               | Semur-en-Auxois                                                                                                 | Montbard                                         | Terres d’Auxois                             |
| 21641      | 21500          | Touillon                                 | 461                              | 36,98         | 12               | Montbard | Montbard                                         | Montbardois                                 |
| 21642      | 21460          | Toutry                                   | 408                              | 6,42          | 66               | Semur-en-Auxois                                                                                                 | Montbard                                         | Terres d’Auxois                             |
| 21643      | 21130          | Tréclun                                  | 425                              | 5,68          | 78               | Auxonne | Dijon                                            | Auxonne Pontailler Val de Saône             |
| 21644      | 21310          | Trochères                                | 167                              | 5,10          | 33               | Saint-Apollinaire Mirebeau-sur-Bèze                                                                             | Dijon                                            | Mirebellois et Fontenois                    |
| 21645      | 21170          | Trouhans                                 | 610                              | 10,60         | 56               | Brazey-en-Plaine Saint-Jean-de-Losne                                                                            | Beaune                                           | Rives de Saône                              |
| 21646      | 21440          | Trouhaut                                 | 130                              | 9,40          | 13               | Fontaine-lès-Dijon Saint-Seine-l’Abbaye                                                                         | Dijon                                            | Forêts, Seine et Suzon                      |
| 21647      | 21250          | Trugny                                   | 121                              | 6,86          | 17               | Brazey-en-Plaine Seurre                                                                                         | Beaune                                           | Rives de Saône                              |
| 21648      | 21540          | Turcey                                   | 181                              | 12,45         | 14               | Fontaine-lès-Dijon Saint-Seine-l’Abbaye                                                                         | Dijon                                            | Forêts, Seine et Suzon                      |
| 21649      | 21350          | Uncey-le-Franc                           | 49                               | 9,52          | 6                | Semur-en-Auxois Vitteaux                                                                                        | Montbard                                         | Terres d’Auxois                             |
| 21650      | 21220          | Urcy                                     | 145                              | 7,93          | 19               | Longvic Gevrey-Chambertin                                                                                       | Beaune Dijon                                     | Gevrey-Chambertin et de Nuits-Saint-Georges |
| 21178      | 21220          | Valforêt                                 | 322                              | 22,04         | 14               | Longvic | Beaune                                           | Gevrey-Chambertin et de Nuits-Saint-Georges |
| 21327      | 21340          | Val-Mont                                 | 250                              | 19,90         | 13               | Arnay-le-Duc Nolay                                                                                              | Beaune                                           | Beaune Côte et Sud                          |
| 21651      | 21121          | Val-Suzon                                | 204                              | 18,51         | 11               | Fontaine-lès-Dijon Saint-Seine-l’Abbaye                                                                         | Dijon                                            | Forêts, Seine et Suzon                      |
| 21652      | 21320          | Vandenesse-en-Auxois                     | 294                              | 11,25         | 26               | Arnay-le-Duc Pouilly-en-Auxois                                                                                  | Beaune                                           | Pouilly-en-Auxois Bligny-sur-Ouche          |
| 21653      | 21400          | Vannaire                                 | 49                               | 3,50          | 15               | Châtillon-sur-Seine                                                                                             | Montbard                                         | Pays Châtillonnais                          |
| 21655      | 21400          | Vanvey                                   | 239                              | 16,80         | 14               | Châtillon-sur-Seine                                                                                             | Montbard                                         | Pays Châtillonnais                          |
| 21656      | 21110          | Varanges                                 | 688                              | 9,37          | 74               | Genlis | Dijon                                            | Plaine Dijonnaise                           |
| 21657      | 21490          | Varois-et-Chaignot                       | 2068                             | 10,10         | 192              | Saint-Apollinaire Dijon-1                                                                                       | Dijon                                            | Norge et Tille                              |
| 21659      | 21440          | Vaux-Saules                              | 168                              | 27,89         | 6                | Is-sur-Tille Saint-Seine-l’Abbaye                                                                               | Dijon                                            | Forêts, Seine et Suzon                      |
| 21660      | 21360          | Veilly                                   | 56                               | 5,39          | 9                | Arnay-le-Duc Bligny-sur-Ouche                                                                                   | Beaune                                           | Pouilly-en-Auxois Bligny-sur-Ouche          |
| 21661      | 21370          | Velars-sur-Ouche                         | 1829                             | 12,13         | 144              | Talant Dijon-5                                                                                                  | Dijon                                            | Ouche et Montagne                           |
| 21662      | 21350          | Velogny                                  | 33                               | 4,03          | 8                | Semur-en-Auxois Vitteaux                                                                                        | Montbard                                         | Terres d’Auxois                             |
| 21663      | 21150          | Venarey-les-Laumes                       | 2758                             | 10,23         | 278              | Montbard Venarey-les-Laumes                                                                                     | Montbard                                         | Pays d’Alésia et de la Seine                |
| 21664      | 21330          | Verdonnet                                | 69                               | 18,04         | 5                | Montbard Laignes                                                                                                | Montbard                                         | Montbardois                                 |
| 21665      | 21260          | Vernois-lès-Vesvres                      | 156                              | 11,51         | 15               | Is-sur-Tille Selongey                                                                                           | Dijon                                            | Tille et Venelle                            |
| 21666      | 21120          | Vernot                                   | 96                               | 12,91         | 7                | Is-sur-Tille | Dijon                                            | Vallées de la Tille et de l’Ignon           |
| 21667      | 21260          | Véronnes                                 | 402                              | 19,20         | 21               | Is-sur-Tille Selongey                                                                                           | Dijon                                            | Tille et Venelle                            |
| 21669      | 21540          | Verrey-sous-Drée                         | 96                               | 3,44          | 24               | Talant Sombernon                                                                                                | Dijon                                            | Ouche et Montagne                           |
| 21670      | 21690          | Verrey-sous-Salmaise                     | 302                              | 8,21          | 34               | Montbard Venarey-les-Laumes                                                                                     | Montbard                                         | Pays d’Alésia et de la Seine                |
| 21671      | 21330          | Vertault                                 | 50                               | 19,27         | 3                | Châtillon-sur-Seine Laignes                                                                                     | Montbard                                         | Pays Châtillonnais                          |
| 21672      | 21350          | Vesvres                                  | 29                               | 4,15          | 7                | Semur-en-Auxois Vitteaux                                                                                        | Montbard                                         | Terres d’Auxois                             |
| 21673      | 21360          | Veuvey-sur-Ouche                         | 215                              | 10,04         | 21               | Arnay-le-Duc Bligny-sur-Ouche                                                                                   | Beaune                                           | Pouilly-en-Auxois Bligny-sur-Ouche          |
| 21674      | 21520          | Veuxhaulles-sur-Aube                     | 210                              | 19,24         | 10               | Châtillon-sur-Seine Montigny-sur-Aube                                                                           | Montbard                                         | Pays Châtillonnais                          |
| 21675      | 21430          | Vianges                                  | 36                               | 8,81          | 4                | Arnay-le-Duc Liernais                                                                                           | Beaune                                           | Pays Arnay Liernais                         |
| 21676      | 21140          | Vic-de-Chassenay                         | 209                              | 26,47         | 8                | Semur-en-Auxois                                                                                                 | Montbard                                         | Terres d’Auxois                             |
| 21677      | 21360          | Vic-des-Prés                             | 110                              | 8,95          | 13               | Arnay-le-Duc Bligny-sur-Ouche                                                                                   | Beaune                                           | Pouilly-en-Auxois Bligny-sur-Ouche          |
| 21678      | 21390          | Vic-sous-Thil                            | 186                              | 21,34         | 9                | Semur-en-Auxois Précy-sous-Thil                                                                                 | Montbard                                         | Terres d’Auxois                             |
| 21679      | 21540          | Vieilmoulin                              | 143                              | 6,06          | 21               | Talant Sombernon                                                                                                | Dijon                                            | Ouche et Montagne                           |
| 21680      | 21270          | Vielverge                                | 499                              | 14,78         | 34               | Auxonne Pontailler-sur-Saône                                                                                    | Dijon                                            | Auxonne Pontailler Val de Saône             |
| 21681      | 21460          | Vieux-Château                            | 100                              | 6,47          | 13               | Semur-en-Auxois                                                                                                 | Montbard                                         | Terres d’Auxois                             |
| 21682      | 21310          | Viévigne                                 | 252                              | 13,43         | 20               | Saint-Apollinaire Mirebeau-sur-Bèze                                                                             | Dijon                                            | Mirebellois et Fontenois                    |
| 21683      | 21230          | Viévy                                    | 360                              | 32,88         | 11               | Arnay-le-Duc | Beaune                                           | Pays Arnay Liernais                         |
| 21684      | 21200          | Vignoles                                 | 919                              | 6,72          | 142              | Ladoix-Serrigny Beaune-Sud                                                                                      | Beaune                                           | Beaune Côte et Sud                          |
| 21685      | 21450          | Villaines-en-Duesmois                    | 252                              | 33,95         | 7                | Châtillon-sur-Seine Baigneux-les-Juifs                                                                          | Montbard                                         | Pays Châtillonnais                          |
| 21686      | 21500          | Villaines-les-Prévôtes                   | 143                              | 10,78         | 13               | Montbard | Montbard                                         | Montbardois                                 |
| 21687      | 21210          | Villargoix                               | 144                              | 17,45         | 8                | Semur-en-Auxois Saulieu                                                                                         | Montbard                                         | Saulieu-Morvan                              |
| 21689      | 21140          | Villars-et-Villenotte                    | 168                              | 7,52          | 22               | Semur-en-Auxois                                                                                                 | Montbard                                         | Terres d’Auxois                             |
| 21688      | 21700          | Villars-Fontaine                         | 115                              | 2,89          | 39               | Nuits-Saint-Georges                                                                                             | Beaune                                           | Gevrey-Chambertin et de Nuits-Saint-Georges |
| 21690      | 21350          | Villeberny                               | 99                               | 12,90         | 7                | Semur-en-Auxois Vitteaux                                                                                        | Montbard                                         | Terres d’Auxois                             |
| 21691      | 21700          | Villebichot                              | 403                              | 10,36         | 38               | Nuits-Saint-Georges                                                                                             | Beaune                                           | Gevrey-Chambertin et de Nuits-Saint-Georges |
| 21692      | 21120          | Villecomte                               | 245                              | 16,41         | 15               | Is-sur-Tille | Dijon                                            | Vallées de la Tille et de l’Ignon           |
| 21693      | 21330          | Villedieu                                | 70                               | 14,14         | 5                | Châtillon-sur-Seine Laignes                                                                                     | Montbard                                         | Pays Châtillonnais                          |
| 21694      | 21350          | Villeferry                               | 23                               | 3,30          | 8                | Semur-en-Auxois Vitteaux                                                                                        | Montbard                                         | Terres d’Auxois                             |
| 21696      | 21140          | Villeneuve-sous-Charigny                 | 87                               | 3,24          | 30               | Semur-en-Auxois                                                                                                 | Montbard                                         | Terres d’Auxois                             |
| 21698      | 21700          | Villers-la-Faye                          | 400                              | 5,84          | 66               | Nuits-Saint-Georges                                                                                             | Beaune                                           | Gevrey-Chambertin et de Nuits-Saint-Georges |
| 21699      | 21130          | Villers-les-Pots                         | 1206                             | 10,43         | 112              | Auxonne | Dijon                                            | Auxonne Pontailler Val de Saône             |
| 21700      | 21400          | Villers-Patras                           | 86                               | 6,30          | 14               | Châtillon-sur-Seine                                                                                             | Montbard                                         | Pays Châtillonnais                          |
| 21701      | 21130          | Villers-Rotin                            | 124                              | 3,11          | 41               | Auxonne | Dijon                                            | Auxonne Pontailler Val de Saône             |
| 21702      | 21120          | Villey-sur-Tille                         | 261                              | 12,78         | 21               | Is-sur-Tille | Dijon                                            | Vallées de la Tille et de l’Ignon           |
| 21703      | 21430          | Villiers-en-Morvan                       | 46                               | 6,70          | 7                | Arnay-le-Duc Liernais                                                                                           | Beaune                                           | Pays Arnay Liernais                         |
| 21704      | 21400          | Villiers-le-Duc                          | 111                              | 84,34         | 1                | Châtillon-sur-Seine                                                                                             | Montbard                                         | Pays Châtillonnais                          |
| 21705      | 21690          | Villotte-Saint-Seine                     | 67                               | 7,59          | 10               | Fontaine-lès-Dijon Saint-Seine-l’Abbaye                                                                         | Dijon                                            | Forêts, Seine et Suzon                      |
| 21706      | 21400          | Villotte-sur-Ource                       | 106                              | 9,49          | 11               | Châtillon-sur-Seine                                                                                             | Montbard                                         | Pays Châtillonnais                          |
| 21707      | 21350          | Villy-en-Auxois                          | 227                              | 16,17         | 13               | Semur-en-Auxois Vitteaux                                                                                        | Montbard                                         | Terres d’Auxois                             |
| 21708      | 21250          | Villy-le-Moutier                         | 330                              | 20,13         | 16               | Nuits-Saint-Georges                                                                                             | Beaune                                           | Gevrey-Chambertin et de Nuits-Saint-Georges |
| 21709      | 21500          | Viserny                                  | 180                              | 6,75          | 26               | Montbard | Montbard                                         | Montbardois                                 |
| 21710      | 21350          | Vitteaux                                 | 1056                             | 20,70         | 51               | Semur-en-Auxois Vitteaux                                                                                        | Montbard                                         | Terres d’Auxois                             |
| 21711      | 21400          | Vix                                      | 96                               | 3,53          | 29               | Châtillon-sur-Seine                                                                                             | Montbard                                         | Pays Châtillonnais                          |
| 21712      | 21190          | Volnay                                   | 225                              | 7,55          | 31               | Ladoix-Serrigny Beaune-Nord                                                                                     | Beaune                                           | Beaune Côte et Sud                          |
| 21713      | 21270          | Vonges                                   | 360                              | 4,56          | 75               | Auxonne Pontailler-sur-Saône                                                                                    | Dijon                                            | Auxonne Pontailler Val de Saône             |
| 21714      | 21700          | Vosne-Romanée                            | 341                              | 3,69          | 92               | Nuits-Saint-Georges                                                                                             | Beaune                                           | Gevrey-Chambertin et de Nuits-Saint-Georges |
| 21715      | 21230          | Voudenay                                 | 193                              | 21,45         | 9                | Arnay-le-Duc | Beaune                                           | Pays Arnay Liernais                         |
| 21716      | 21640          | Vougeot                                  | 153                              | 0,88          | 194              | Nuits-Saint-Georges                                                                                             | Beaune                                           | Gevrey-Chambertin et de Nuits-Saint-Georges |
| 21717      | 21290          | Voulaines-les-Templiers                  | 270                              | 23,13         | 12               | Châtillon-sur-Seine Recey-sur-Ource                                                                             | Montbard                                         | Pays Châtillonnais                          |

## Veränderungen im Gemeindebestand seit der landesweiten Neuordnung der Kantone

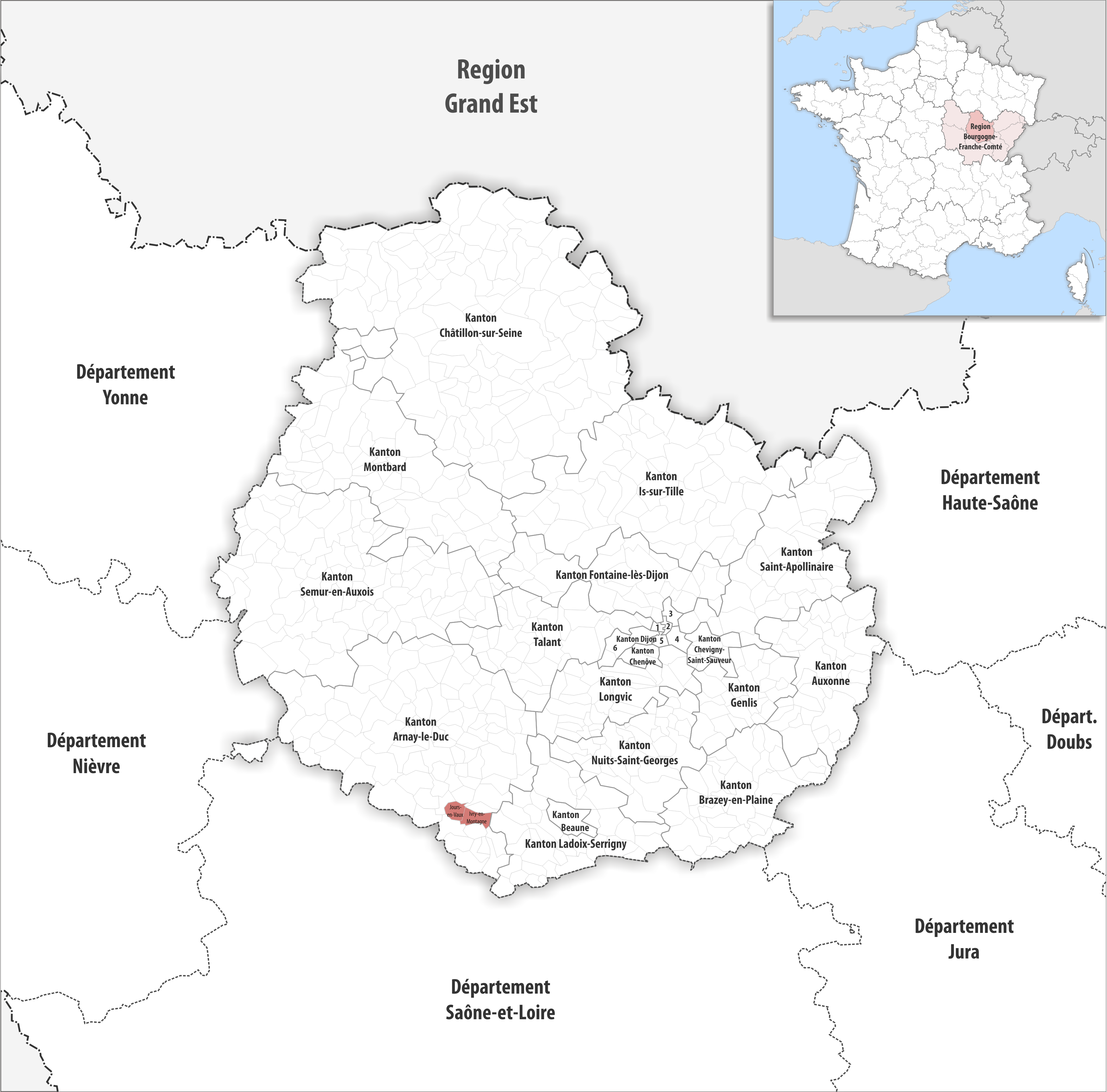
Gemeinden bis 2015
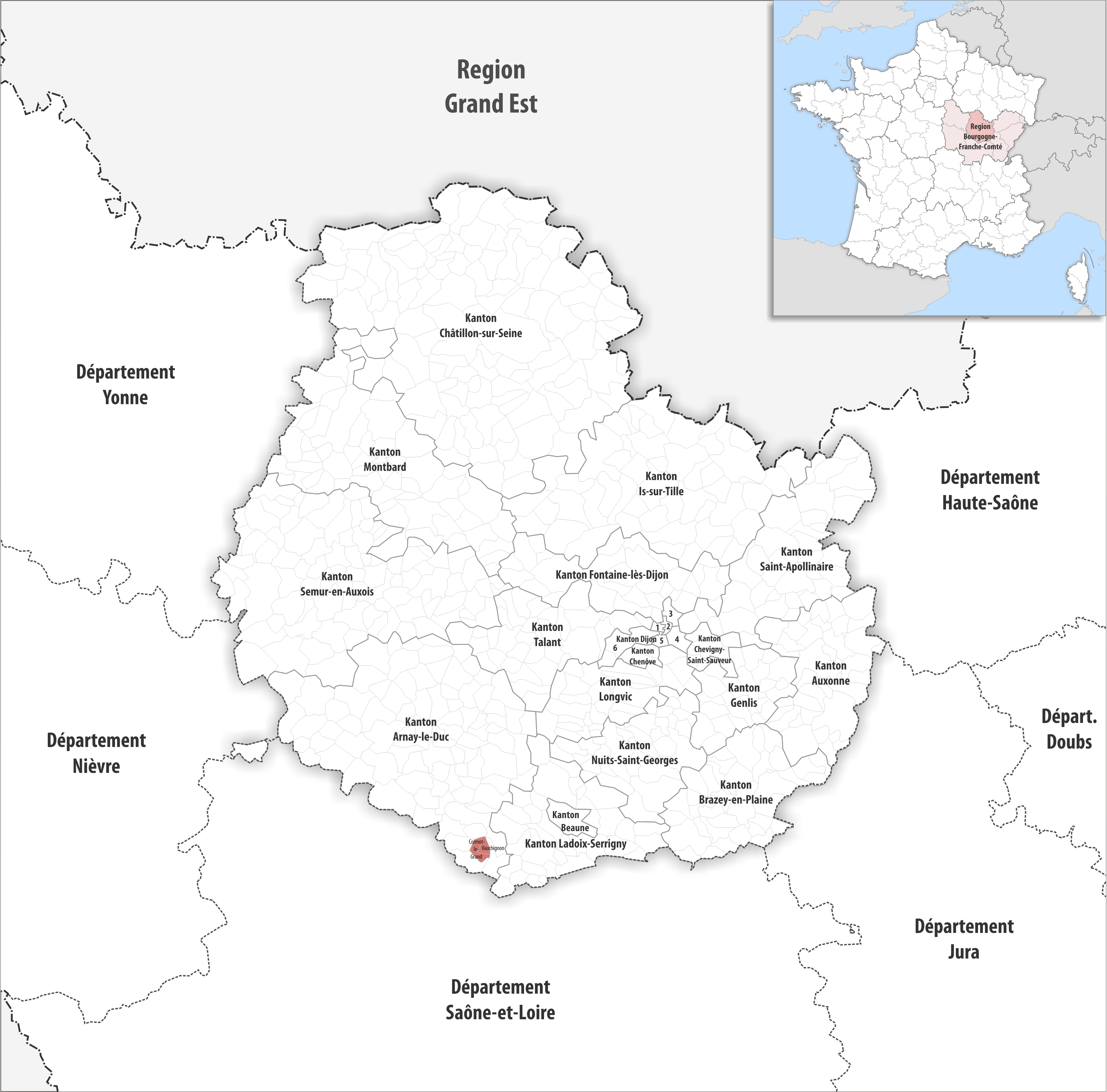
Gemeinden bis 2016
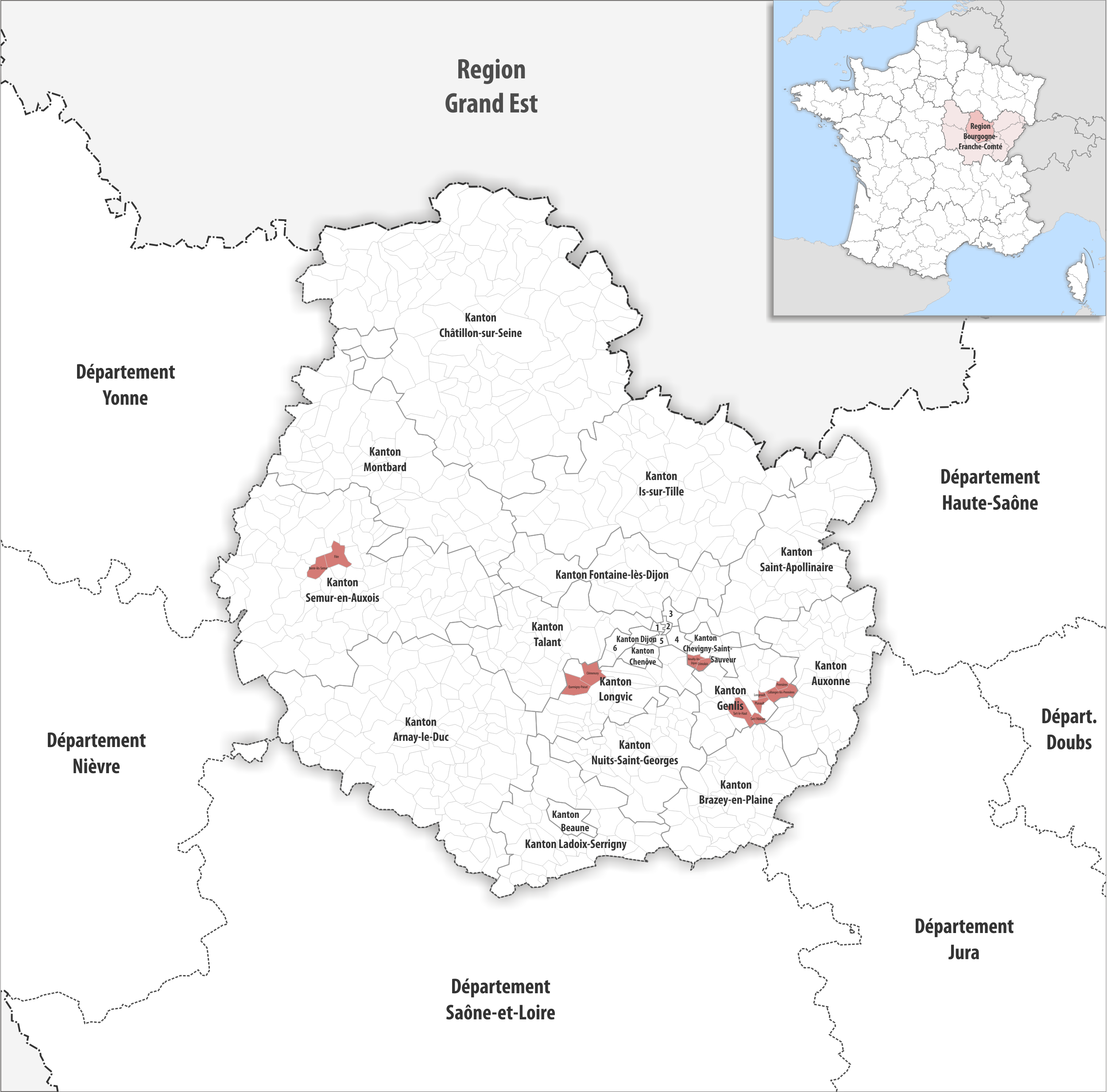
Gemeinden bis 2018

2019:
- Fusion Longeault und Pluvault → Longeault-Pluvault
- Fusion Flée und Bierre-lès-Semur → Le Val-Larrey
- Fusion Tart-le-Haut und Tart-l’Abbaye → Tart
- Fusion Clémencey und Quemigny-Poisot → Valforêt
- Fusion Crimolois und Neuilly-lès-Dijon → Neuilly-Crimolois
- Fusion Collonges-lès-Premières und Premières → Collonges et Premières

2017: Fusion Cormot-le-Grand und Vauchignon → Cormot-Vauchignon
2016: Fusion Ivry-en-Montagne und Jours-en-Vaux → Val-Mont